# Istoria Poloniei în epoca modernă timpurie (1569–1795)
Epoca modernă timpurie a istoriei poloneze urmează după Evul Mediu târziu. Istoricii se referă la numele moderne timpurii din perioada care începe aproximativ din anul 1500 și durează până la 1800.
Actul Nihil novi adoptat de polonezi în 1505 a transferat puterea legislativă de la rege la regim. Acest eveniment a marcat începutul perioadei cunoscut sub numele de Democrație sau Republica Națiunilor nobilare (Rzeczpospolita szlachecka). Statul era condus de  nobilii polonezi liberi și egali sau de șleahtă, cu toate intensele și desatabilizarile competiției cu Jagiellonii și apoi cu regii numiți prin alegeri.
Uniunea de la Lublin din 1569 a constituit Uniunea statală polono-lituaniană, o unire mult mai strânsă a uniunii personale deja existentă a Coroanei Poloniei și a Marelui Ducat al Lituaniei. Începuturile Uniunii polono-lituaniene a coincis cu perioada de mare expansiune teritorială, putere, avansare și prosperitate a civilizației poloneze. Statul polono-lituanian a devenit un jucător influent în Europa și o entitate culturală vitală, răspândind cultura occidentală spre est. 

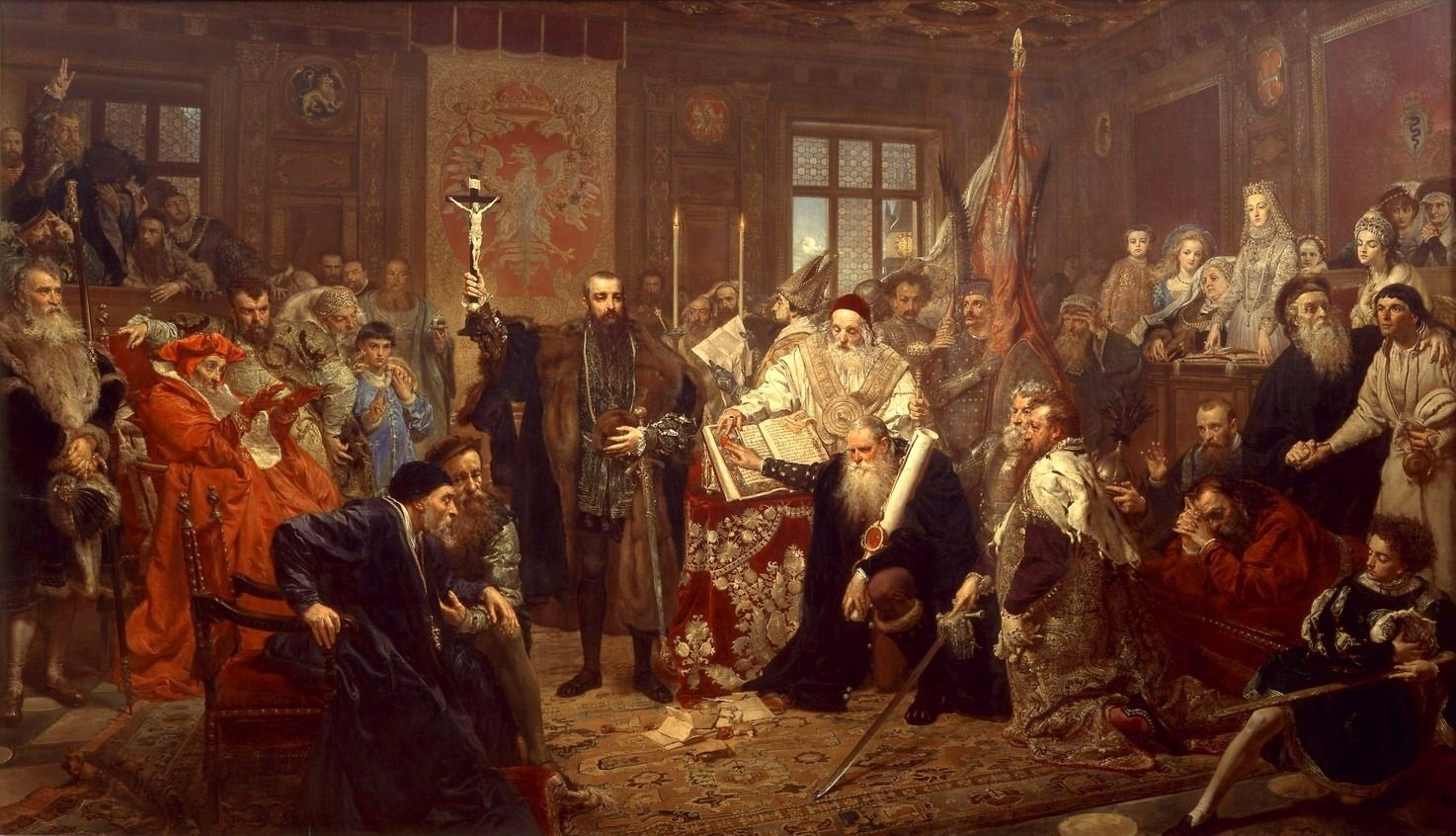
Unirea de la Lublin din 1569 de Jan Matejko

În urma câștigurilor Reformei însoțite de toleranța religioasă, Biserica Romano-Catolică s-a angajat într-o Contrareformă susținută de mulți convertiți din cercrile protestante. Dezacordurile și dificultățile similare din Rutenia de est și Uniuniea polono-lituaniană au devenit perceptibile. A fost făcută o încercare de rezolvare a problemei prin Uniunea religioasă de la Brest, care i-a scos pe ortodocși de sub ascultarea Moscovei. Pe frontul militar au avut loc o serie de revolte ale cazacilor.
Uniunea polono-lituaniană a cunoscut o alianță dinastică în timpul domniei lui Ștefan Báthory, continuată în timpul domniei împăraților Vasa, Sigismund al III-lea și Vladislav al IV-lea. A devenit, de asemenea, un loc de desfășurare a conflictelor interne, în care regii, magnații puternici și facțiunile nobilare au fost actorii principali. Uniunea polono-lituaniană a purtat războaie cu Rusia, Suedia și Imperiul Otoman.
Curând, situația s-a deteriorat radical. Din 1648 răscoala cazacilor Hmelnițki a curpins sudul și estul, și a fost urmată la scurt timp de o invazie suedeză, care s-a dezlănțuit pe terenurile de bază poloneze. Războiul cu cazacii și cu Rusia a dus la împărțirea Ucrainei, cu partea de est pierdută de Uniune, devenind dependentă de Țarat. Ioan al III-lea Sobieski a dus războaie cu Imperiul Otoman, reînviind armata Comunității Națiunilor încă o dată, iar procesul a ajutat în 1683 ca Viena să pornească un atac asupra turcilor.
Comunitatea a fost supusă războaielor aproape constante până în 1720, suferind pierderi devastatoare de populație, deteriorarea masivă a economiei și a structurilor sociale. Guvernul a devenit ineficient din cauza unor conflicte interne de mare amploare, progresele legislative erau corupte și erau manipulați de interesele străine. Guvernarea clasei nobile a căzut sub controlul familiilor puternice, cu domenii teritoriale stabilite. Domniile a doi regi saxoni din Dinastia Wettin, August al II-lea și August al III-lea, au dus mai departe dezintegrarea Comunității.
Statul polono-lituanian a fost dominat de Imperiul Rus din vremea lui Petru cel Mare. Acest control străin a atins apogeul sub Ecaterina cea Mare și a implicat la acel moment și Regatul Prusiei, cât și monarhia habsburgică austriacă. În ultima parte a secolului al XVIII-lea, Comunitatea s-a recuperat din punct de vedere economic și cultural, și a încercat reformele interne fundamentale. Activitatea de reformă a provocat reacția ostilă și în cele din urmă a dus la un răspuns militar din partea puterilor vecine. Alegerile regale din 1764 au avut loc în timpul domniei lui Stanislav August Poniatowski.
Confederația Bar din 1768 a fost o rebeliune a șleahtei de îndreptare împotriva Rusiei și a regelui polonez. Aceasta a fost aplanată și urmată în 1772 de Prima împărțire a Comunității, o încălcare permanentă asupra provinciilor exterioare a Comunității de către Rusia, Prusia și Austria.
Marele Seim a fost convocat de către Stanislav August în 1788. Realizarea Seimului a dus la adoptarea Costituției din 3 mai 1791, fiind considerată prima din Europa modernă. Reforma constituțională a generat o puternică opoziție în cercurile conservatoare ale nobilimii din Comunitate și de către Caterina a II-lea.
Confederația Targowica a apelat la împărătesa Ecaterina pentru ajutor și în mai 1792 armata rusă a intrat pe teritoriul Comunității. Războiul defensiv purtat cu forțele poloneze s-a încheiat atunci când regele, convins de inutilitatea de rezistență, a capitulat prin aderarea Confederației Targowica. Rusia și Prusia în 1793, au aranjat și au executat A doua împărțire a Poloniei, lăsând țara cu un teritoriul redus și practic incapabil de a exista independent.
Reformatorii și patrioții se pregăteau pentru o incursiune națională. Tadeusz Kościuszko, ales în calitate de lider pe 24 martie 1794 în Cracovia, atunci când a declarat revolta națională. Kościuszko a emancipat și a înrolat în armata sa mulți țărani, însă insuficiența luptei grele s-a încheiat prin suprimarea forțelor de către Rusia și Prusia. Cea de-a treia și ultima împărțire a Poloniei a fost efectuată din nou de către toate cele trei puteri de partiționare, iar în 1795, Comunitatea Polono-lituaniană a încetat să mai existe.

## Monarhia electivă timpurie
Moartea lui Sigismund al II-lea August în anul 1572 a încheiat guvernarea de aproape două secole a Dinastiei Jagiello în Polonia. A urmat o perioada de trei ani în care nobilimea poloneză (șleahta) căuta moduri de a continua procesul de guvernare și de alegere a unui nou monarh. Șleahta de jos a fost inclusă în procesul de selecție și au fost efectuate ajustări la sistemul constituțional. Puterea monarhiei a fost circumscrisă în continuare, în favoarea casei nobile în expansiune, care căuta să asigure dominația sa viitoare.
Fiecare rege a trebuit să semneze așa-numitele articole Henricane (numite după Henric de Valois, primul rege Jagiellon), care a stat la baza sistemului politic al Poloniei, cât și Pacta conventa, care deținea diferite obligații personale suplimentare a regelui ales. Din acel moment, regele era un partener cu nobilimea, un membru de top al regimului (Seim) și a fost în mod constant supravegheat de către un grup de nobili de rang superior, seniori din camera superioară a Seimului.

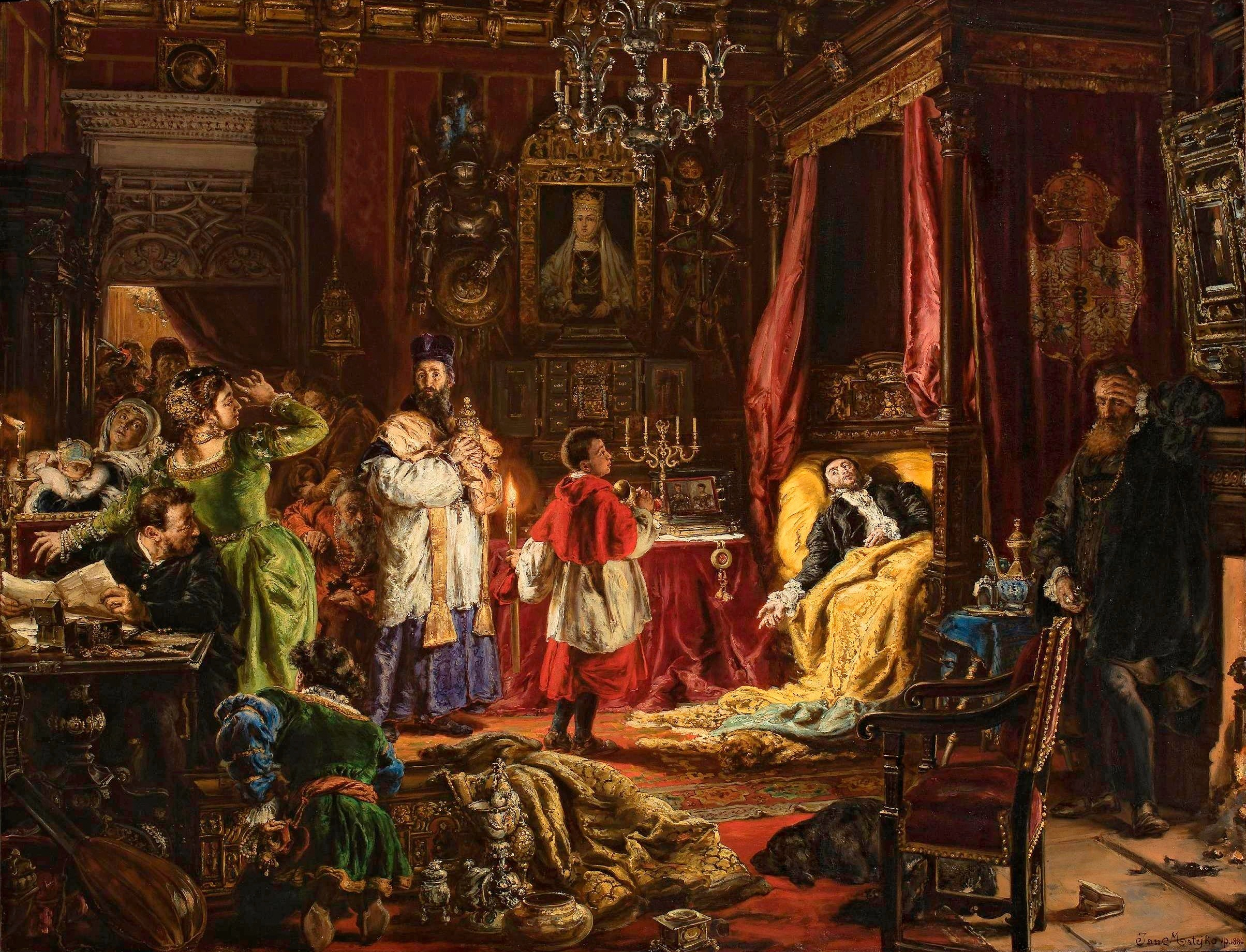
Moartea lui Sigismund al II-lea August la Knyszyn (pe 6 iulie 1572, sfârșitul domniei Dinastiei Iagiello), de Jan Matejko

Dispariția dinastiei de guvernare și înlocuirea acesteia cu o monarhie electivă non-ereditară a făcut sistemul constituțional mult mai instabil. Cu fiecare alegere, nobilii alegători voiau mai multă putere pentru ei înșiși și mai puțin pentru monarhi, deși existau limite practice referitoare la cât de mult ar putea fi constrâns regele. A rezultat o luptă pentru putere semi-permanentă, la care magnații și mica șleahtă au adăugat propriile manipulari constante iar certurile și autoritatea au erodat centrul guvernului. În cele din urmă, statele străine au profitat de acest vid și au înlocuit nobilimea din Comunitate, ca arbitru real al alegerilor regale și ca putere totală în Polonia și Lituania.
În operațiunile periodice pentru a ocupa scaunul de domnie, șleahta a arătat o preferință pentru candidații străini care nu ar fi găsit nici o altă dinastie puternică. Această politică a produs monarhi care s-au arătat ineficienți ori fiind în permanent conflict cu nobilii. Regii de origine străină au fost inițial familiarizați cu dinamica interna a Comunității, și au rămas distrași de la politica țărilor lor de origine și de multe ori erau înclinați să subordoneze interesele Comunității acelora care proveneau din propria lor țară și casă de guvernământ.

### Henric de Valois (1573 - 1574)
În aprilie 1573, sora lui Sigismund, Anna Jagiello, singurul moștenitor al coroanei, a convins Seimul să-l aleagă ca rege pe prințul francez Henric de Valois. Căsătoria ei cu Henric a fost de a legitima în continuare guvernarea lui Henric, dar în mai puțin de un an de la încoronarea sa, Henric a fugit din Polonia pentru a-l urma pe fratele său, Carol al IX-lea, ca rege al Franței.

### Ștefan Báthory (1576–1586)

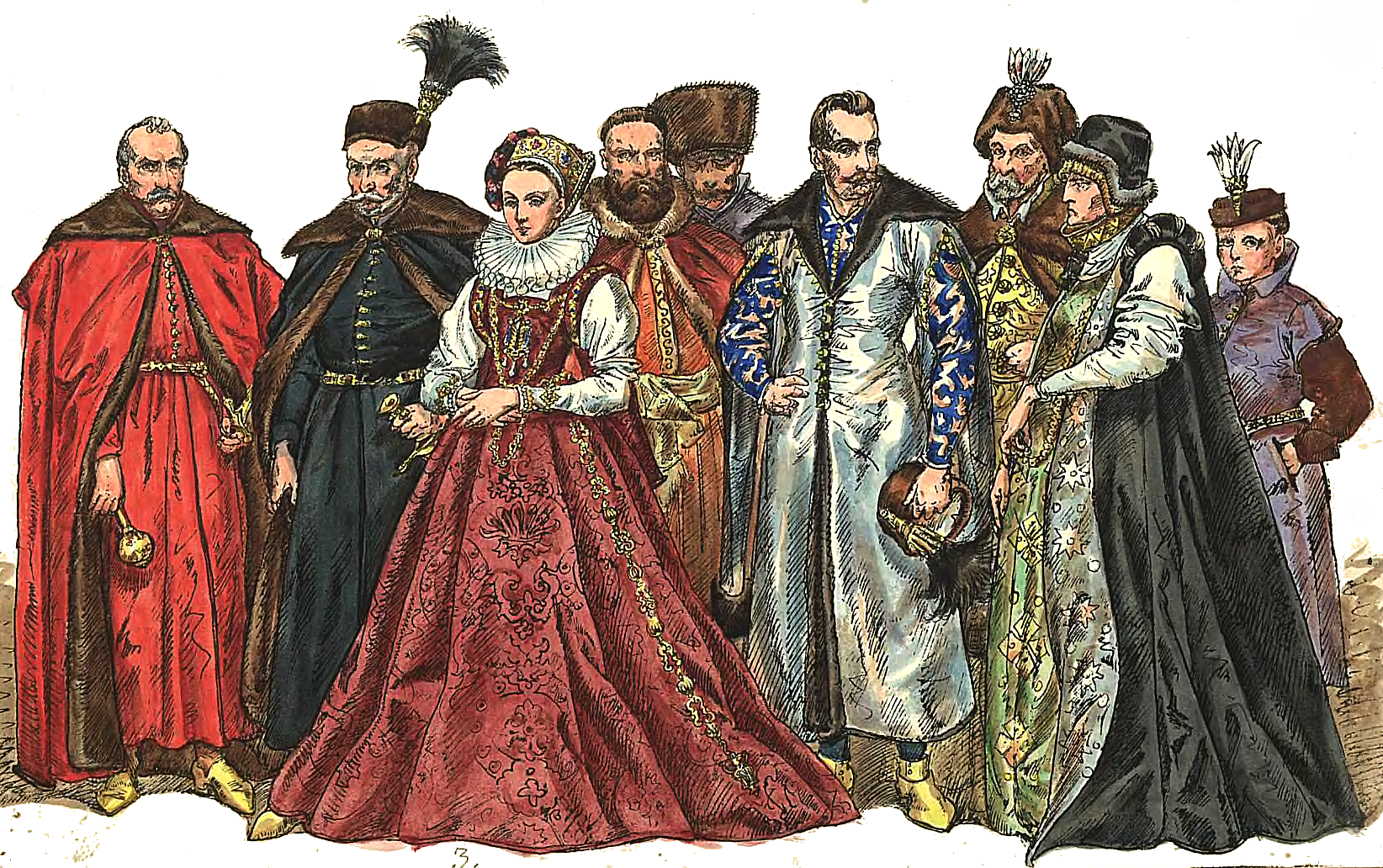
Magnații polonezi 1576-1586. Pictat de Jan Matejko

Un militar pe plan intern, Transilvăneanul Ștefan Báthory (1576 - 1586) se număra printre cei câțiva regi aleși care erau apreciați.
În timpul Războiului Livonian (1558 - 1582), lupta între Ivan cel Groaznic al Rusiei și Comunitatea polono-lituaniană, Pskov a fost asediat de forțele poloneze. Orașul nu a fost capturat, dar Báthory, împreună cu cancelarul său, Jan Zamoyski, au condus armata poloneză într-o campanie decisivă și a obligat Rusia să se întoarcă pe teritoriilr luate anterior, câștigând Livonia și Polotsk. În 1582, războiul s-a încheiat cu Armistițiul lui Jan Zapolski.
Forțele Comunității au preluat cele mai multe provincii pierdute. La sfârșitul domniei lui Báthory, Polonia a condus două porturi principale de la Marea Baltică: Danzig  care controla comerțul pe râul Vistula și Riga care controla comerțul pe râul Daugava. Ambele orașe erau printre cele mai mari din țară.

### Războiul de succesiune polonez
Ștefan Báthory a planificat o alianță creștină împotriva otomanilor islamici. El a propus o alianța anti-otomană cu Rusia, pe care o considera necesară pentru cruciada sa. Rusia era ocupată cu Timpurile tulburi astfel aceștia nu au reușit să i se alăture ca parteneri. Când Báthory a murit, a fost o perioadă de un an de interregnum. Fratele împăratului Matei, arhiducele Maximilian al II-lea, a încercat să revendice tronul polonez, dar a fost învins la Byczyna în Războiul de Succesiune polonez (1587 - 1588). Sigismund al III-lea Vasa a devenit următorul rege al Comunității, primul dintre cei trei conducători din casa suedeză de Vasa.

## Casa de Vasa

### Sigismund al III-lea Vasa (1587–1632)

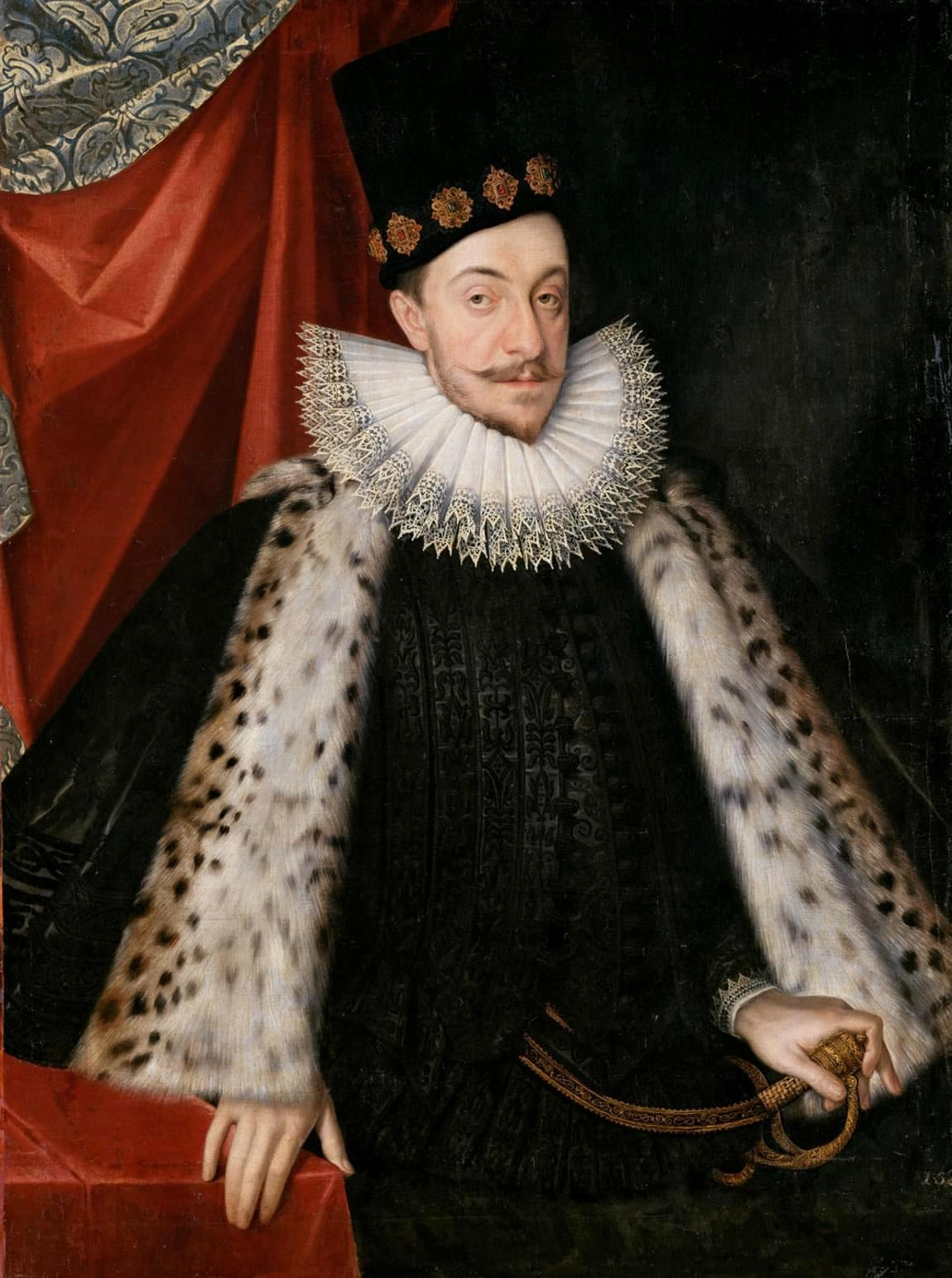
Regele Sigismund al III-lea Vasa, pictat de Martin Kober

Sigismund al III-lea Vasa a fost rege al Poloniei între 1587-1632 și rege al Suediei între 1592 - 1599. El a fost fiul lui Ioan al III-lea Vasa al Suediei și a Caterinei, fiica lui Sigismund I cel Vechi al Poloniei. Acesta i-a supărat pe nobilii polonezi prin deliberarea intenționată a stilurilor vestimentare spaniole și din Europa de Vest (inclusiv franceze). Sigismund al III-lea a fost determinat să câștige coroana suedeză și să aducă Suedia înapoi la catolicism. Ulterior, Sigismund a implicat Polonia în războaie inutile și nepopulare cu Suedia iar regimul a refuzat să-l sprijine cu bani și cu soldați, ducând la confiscarea regiunilor Livonia și Prusia de către Suedezi.
Primii ani ai domniei lui Sigismund (până în 1598), Polonia și Suedia erau unite printr-o uniune personală care a făcut ca Marea Baltică să fie un lac intern. Cu toate acestea, o rebeliune din Suedia a deschis un lanț de eventimente prin care a implicat Uniunea în mai mult de un secol de război cu Suedia.
Biserica Catolică s-a angajat într-o contra ofensivă și Contrareformă, susținând mulți convertiți din cercurile protestante. Unirea de la Brest i-a trecut pe creștinii de rit bizantin din estul Uniunii sub ascultarea papei de la Roma. În scopul de a sprijini catolicismul, Biserica Unită (care a recunoscut supremația papală și și-a păstrat ritualurile răsăritene și liturghia slavonă) a creat Sinodul de la Brest din 1596.
Încercările lui Sigismund de a introduce absolutismul s-au răspândit în restul Europei, iar obiectivul său de redobândire a teritoriului Suediei a dus la o rebeliune a șleahtei. În 1607 nobilimea poloneză a amenințat că va suspenda acordurile cu regele ales, însă nu a încercat răsturnarea lui.
Timp de zece ani, între 1619 și 1629, Uniunea era cea mai mare din punct de vedere geografic. În 1619 a intrat în vigoare Armistițiul ruso-polonez Deulino, prin care Rusia recunoștea controlul Comunității asupra Smolensk și a altor serii de teritorii de frontieră. În 1629, a avut loc Armistițiul polono-suedez Altmark, prin care Comunitatea ceda Suediei o mare parte din Livonia, pe care suedezii o invadaseră în 1626.
Sigismund al III-lea nu a reușit să controleze Uniunea sau să rezolve problemele sale interne, în schimb s-a concentrat pe încercările zadarnice de a-și recupera fostul său tron suedez.

#### Războaiele Comunității cu Suedia și Moscova

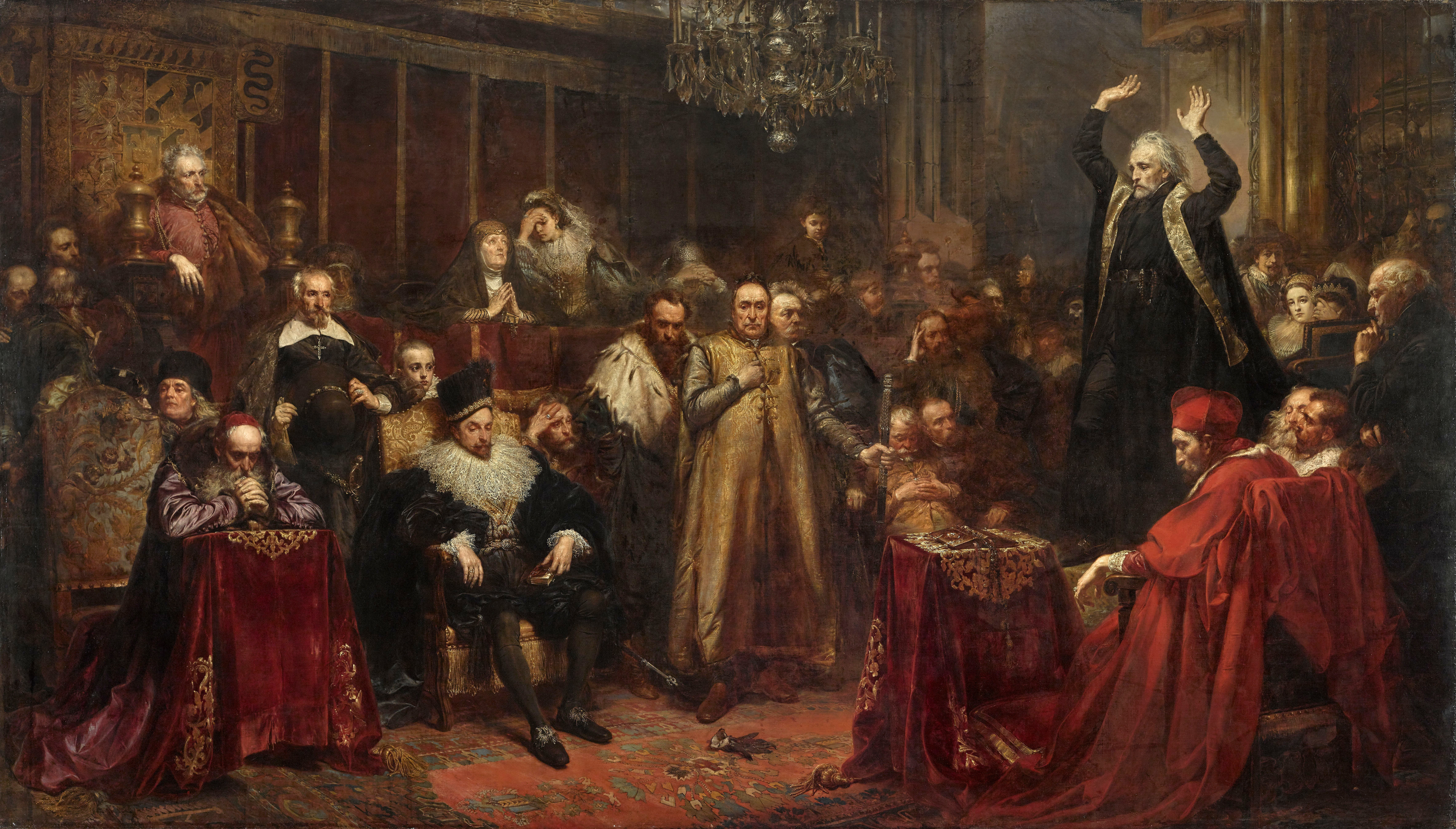
Predica lui Skarga. Piotr Skarga (1536-1612) a fost un predicator

Articole principale: Timpurile tulburi, Războiul Polono-Rus, Războiul Polono-Suedez
Dorința lui Sigismund de a revendica tronul suedez l-au condus în aventurile militare prelungite purtate împotriva Suediei sub conducerea lui Carol al IX-lea, și mai târziu, cu Rusia. În 1598 Sigismund a încercat să-l învingă pe Carol cu o armată mixtă din Suedia și Polonia, dar a fost învins în Bătălia de la Stångebro.
În timp ce Țaratul Rusiei a trecut prin Timpurile tulburi, Polonia nu a reușit să profite de situație. Campaniile militare desfășurate au adus Polonia la un pas de cucerire a Rusiei și a coastei Mării Baltice, dar povara militară impusă de rivalitate de-a lungul frontierelor, a împredicat ca acest lucru să fie realizat. După un război prelungit cu Rusia, forțele poloneze au ocupat Moscova în 1610. Locul țarului, care era vacant, a fost oferit fiului lui Sigismund, Vladislav. Sigismund, cu toate acestea, s-a opus aderării fiului său ca țar, sperând să obțină tronul Rusiei pentru el. Doi ani mai târziu, polonezii au fost alungați din Moscova iar Polonia a pierdut o oportunitate pentru o uniune ruso-poloneză.
Polonia a scăpat din Războiul de Treizeci de Ani (1618-1648), care a devastat toată zona de vest, în special Prusia. În 1618 Electorul de Brandenburg a devenit domnitor ereditar al Ducatului Prusiei pe coasta Mării Baltice. De atunci conexiunea Poloniei cu Marea Baltică a fost mărginită pe ambele părți de două provincii ale aceluiași stat german.

#### Războaiele din Sud

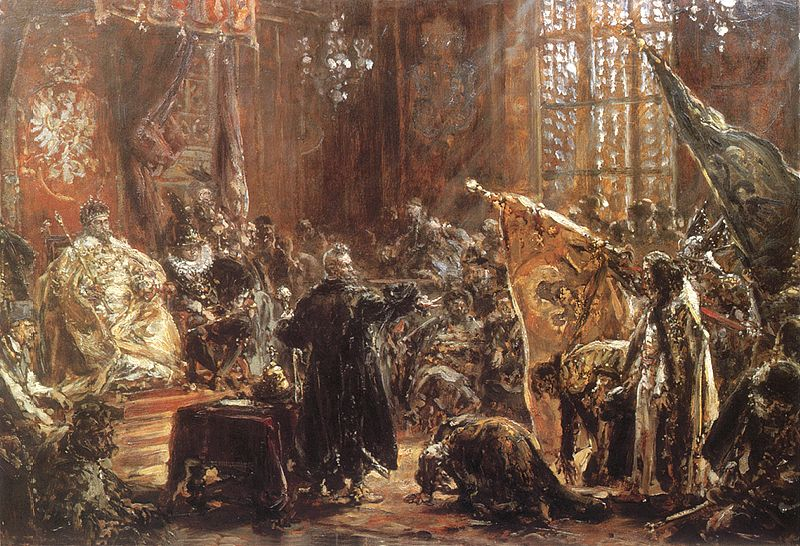
Rusia în Timpurile tulburi și supremația poloneză: Țarul Vasili al IV-lea al Rusiei obligat să înghenuncheze în fața Regelui Sigismund al III-lea Vasa în Warsaw în 1611

Articol principal: Războaiele magnaților polonezi în Moldova
Comunitatea a văzut un bastion al creștinătății și împreună cu Habsburgii și cu Republica de la Veneția, au stat în calea planurilor otomane de cucerire a Europei. Începând de la a doua jumătate a secolului al XVI-lea, relațiile polonezo-otomane s-au înrăutățit prin escaladarea războiului de frontieră cazaco-tătar, care a transformat întreaga regiune de frontieră, între Comunitate și Imperiul Otoman, într-o zonă de război semi-permanentă.
În 1595 magnații polono-lituaniei au intervenit în treburile Moldovei. Acest lucru a dus la începerea unei serii de conflicte care puteau să ducă la extinderea lor în Transilvania, Țara Românească și Ungaria, când forțele magnaților polonezi s-au ciocnit cu forțele susținute de către Imperiul Otoman și, ocazional, de Habsburgi, toate fiind în concurență pentru dominația asupra acestei regiuni.
Odată cu Uniunea ocupată la granițele de nord și est, cu conflictele aproape constante față de Suedia și Rusia, armatele sale s-au răspândit. Războaiele din sud au culminat cu înfrângerea polonezilor în Bătălia de la Cecora în 1620. Uniunea a fost nevoită să renunțe la toate pretențiile în Moldova, Transilvania, Țara Românească și Ungaria.

### Vladislav al IV-lea Vasa (1632–1648)
În timpul domniei fiului lui Sigismund, Vladislav al IV-lea Vasa, cazacii din Ucraina s-au revoltat împotriva Poloniei; războaiele cu Rusia și Turcia au slăbit țara și șleahta a obținut noi privilegii, în special scutirea de la impozitul de venit.
Vladislav avea scopul de a atinge mai multe obiective militare, inclusiv cuceriri în Rusia, Suedia și Turcia. Guvernarea sa cuprindea mici victorii, câteva dintre ele neaducând nimic util pentru Comunitate. A fost ales odată ca țar rus, dar nu a avut nici un control asupra teritoriilor rusești. Ca și tatăl său, Vladislav a fost implicat în ambițiile dinastice suedeze. El nu a reușit să consolideze Comunitatea sau să prevină evenimentele din Răcoala Hmelnițki și din Potop, care au devastat Comunitatea din 1648.

### Ioan Cazimir Vasa (1648–1668)
Domnia fratelui lui Vladislav, Ioan Cazimir, ultimul din familia Vasa, a fost dominat de punctul culminant în războiul cu Suedia, baza care fusese stabilită de cei doi regi Vasa anteriori. În 1660, Ioan Cazimir a fost nevoit să renunțe la pretențiile tronului suedez și să recunoască suveranitatea suedeză pentru Livonia și Riga.
Sub Ioan Cazimir, cazacii au crescut în putere și uneori au reușit să învingă polonezii. Suedezii au ocupat o mare parte din Polonia, inclusiv Varșovia iar regele, abandonat sau trădat de către supușii săi, a fost nevoit să caute refugiu temporar în Silezia. Ca urmare a războiului cu cazacii și rușii, Comunitatea a pierdut Kievul, Smolensk și toate zonele de est al fluviului Nipru prin Tratatul de la Andrusovo (1667). În timpul domniei lui Ioan Cazimir, Prusia de est a renunțat la statutul oficial de feudă a Poloniei. Pe plan intern, procesul de dezitegrare începuse. Nobilii care făceau alianțe cu puterile străine, urmăreau politici independente iar rebeliunea lui Jerzy Lubomirski a zguduit tronul.
Ioan Cazimir devenind un om zdobit și deziluzionat, a abdicat de la tronul Poloniei pe 16 septembrie 1668, pe fondul anarhiei și certurilor, și s-a întors în Franța, unde a intrat în ordinul iezuit, devenind călugăr. A murit in 1672.

#### Răscoala Hmelnițki (1648-1654)
Răscoala Hmelnițki, de departea cea mai mare dintre rezoltele cazace, s-a dovedit dezastroasă pentru Comunitate. Cazacii care s-au aliat cu tătarii, au învins forțele Comunității prin mai multe lupte, Comunitatea obținând o victorie importantă la Berestechko, însă imperiul polono-lituanian ajunsese să fie rănit mortal. Părțile estice a teritoriilor sale au fost în mod eficient pierdute în Rusia, ducând la o schimbare pe termen lung în echilibrul de putere. Pe termen scurt, țara a fost restabilită în momentul invaziei Suediei.

#### Potopul (1648–1667)

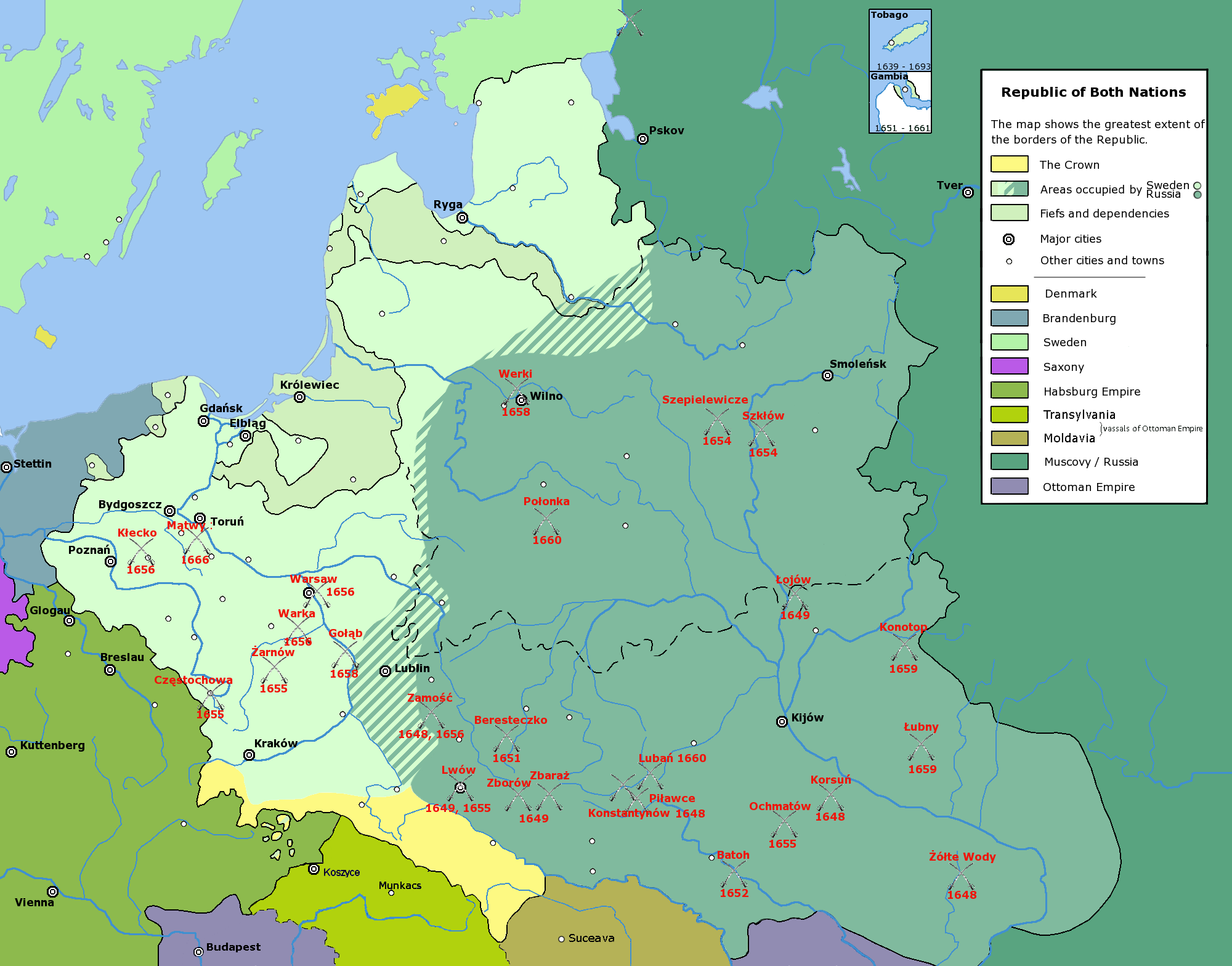
Ocuparea Comunității de către Suedia, Țaratul Rusiei, Brandenburg și cazaci

Deși Comunitatea a fost afectată de Războiul de Treizeci de Ani (1618 - 1648), următoarele două decenii au supus națiunea la unul dintre cele mai grave studii. Acest interval colorat dar dezastruos a purtat numele de Potop, din cauza măreției și greutății sale. Urgența a început atunci când cazacii ucraineni s-au revoltat și au declarat un stat independent cu sediul în apropiere de Kiev, aliându-se cu tătarii din Crimeea și Imperiu Otoman. Liderul lor, Bogdan Hmelnițki, a învins armatele poloneze în 1648 și 1652, iar după ce cazacii au încheiat Tratatul de la Pereiaslav cu Rusia în 1654, Țarul Alexei a invadat toată partea de est a Comunității (Ucraina), în Lviv. Profitând de preocuparea Poloniei în partea de est și de slăbiciune națiunii, a intervenit și Carol al X-lea Gustav al Suediei. Cea mai mare parte a nobilimii poloneze, împreună cu vasalul polonez Frederick William de Brandenburg-Prusia, au fost de acord să-l recunoască ca rege după ce a promis să-i alinge pe ruși. Cu toate acestea, trupele suedeze s-au angajat într-o orgie de jafuri și distrugeri, care a provocat populația poloneza să se ridice la revoltă. Suedezii au invadat restul Poloniei, cu excepția orașelor Lviv și Danzig. Comunitatea s-a adunat pentru a recupera cele mai multe dintre pierderi luate de suedezi. În schimbul unei ruperi a alianței cu Suedia, Frederick William, conducătorul Ducatului Prusia, a fost eliberat de vasalul său  și a devenit un suveran independent de facto, în timp ce o mare parte a nobilimii poloneze protestante a trecut de partea suedezilor. Sub Ștefan Czarniecki, polonezii și lituanienii i-au alungat pe sudezi de pe teritoriul Comunității în 1657. Armatele lui Frederick William au intervenit și au fost învinși. A fost recunoscută guvernarea lui Frederick în Prusia de est, deși Polonia a păstrat dreptul de succesiune până în 1773.

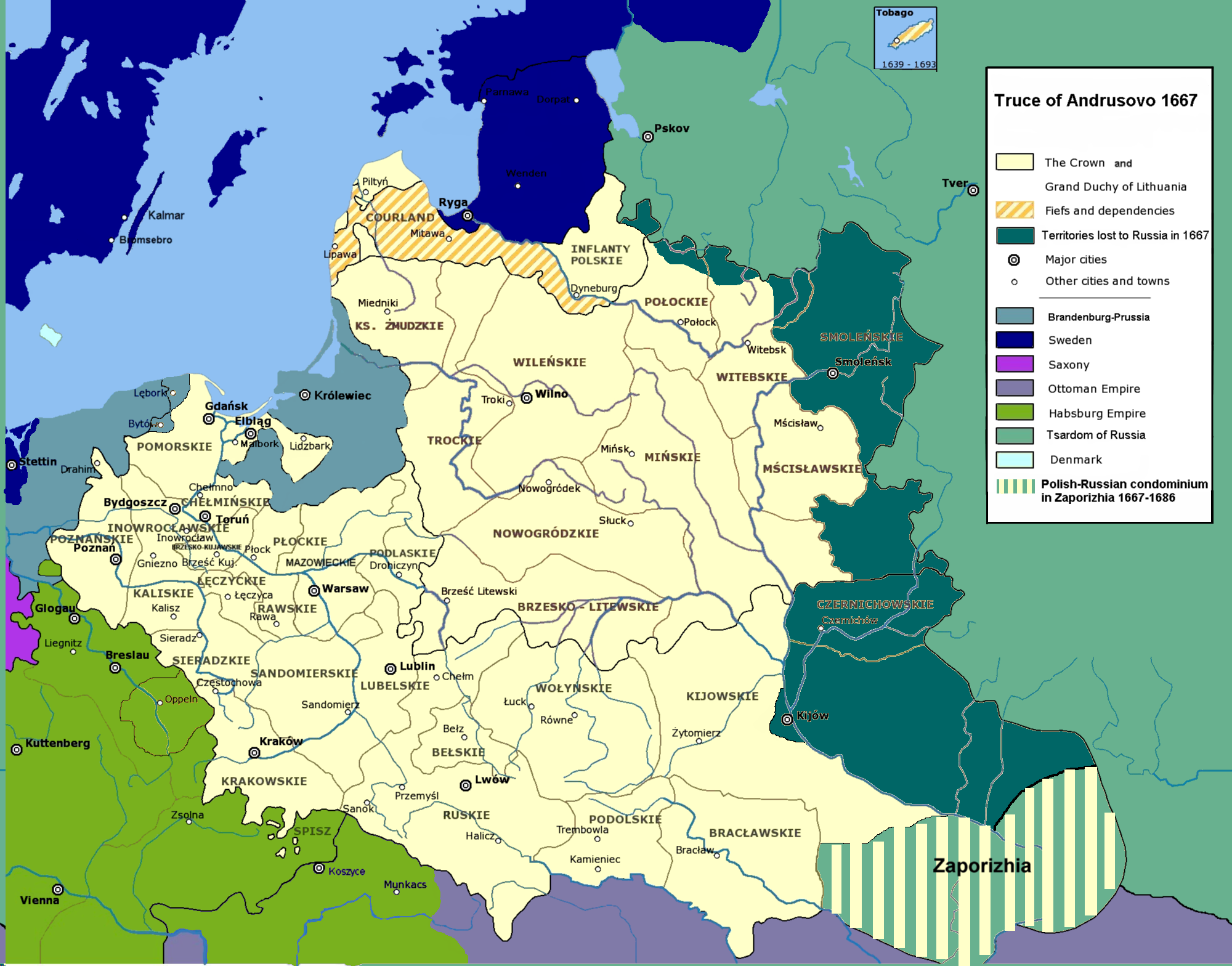
Pierderea teritoriilor în Rusia în 1667 prin Armisițiul Andrusovo (verde închis) care a schimbat pentru totdeauna echilibrul de putere în Europa de Est

Războiul de Treisprezece ani a preluat controlul asupra Ucrainei, incluzând o tentativă de uniune formală a Ucrainei cu Comunitatea ca partener egal (1658) și succesul militar polonez în 1660-1662. Acest lucru nu a fost suficient pentru a menține estul Ucrainei. Sub presiunea de a continua neliniștea ucraineană și sub amenințarea unei intervenții turco-tătare, Comunitatea și Rusia au semnat în 1667, un acord în statul Andrusovo, lângă Smolensk, în conformitate cu care, estul Ucrainei (malul stâng al fluviului Nipru) aparținea acum Rusiei. Kievul a aparținut, de asemenea, Rusiei, timp de doi ani, însă nu a mai fost returnat, fapt pentru care Polonia a recunoscut controlul rus al orașului.
Episoadele Potopului au provocat daune iremediabile și a contribuit foarte mult la dispariția statului. Responsabil pentru cel mai mare dezastru din istoria poloneză, Ioan Cazimir a abdicat în 1668. Populația din Comunitate a fost redusă la o treime, aceștia dispărând din cauza epidemiei de ciumă, crimelor în masă a civililor, devenind sclavi sau victime militare. Cele mai multe orașe din Polonia au fost distruse, iar baza economică a națiunii a fost decimată. Războiul a fost plătit printr-o scară largă de batere a unei monede fără valoare, provocând inflația. De acum înainte, Comunitatea devenea o defensivă strategică cu care se confruntau vecinii ostili din ce în ce mai puternici.

#### Comunitatea dupăPotop
În Tratatul de la Oliva din 1660, Ioan Cazimir a renunțat în cele din urmă la pretențiile sale asupra coroanei suedeze, care a pus capăt dușmăniei dintre Suedia și Comunitate, cât și a războaielor dintre aceste doua țări (Războiul împotriva lui Sigismund din 1598-1599, Războiul polono-suedez din 1600-1629 și Războiul din Nord din 1655-1660).
După Armistițiul Andrusovo din 1667 și Tratatul de pace eternă din 1686, Comunitatea a pierdut partea stângă a Ucrainei, fiind preluată de Rusia.
Cultura poloneză și Biserica Catolică Unită de est, a crescut treptat. Până în secolul al XVIII-lea, populația din Ducatul Prusiei și din Prusia Regală a fost un amestec de catolici și protestanți și foloseau atât limba germană cât și cea poloneză. Restul Poloniei și mare parte din Lituania a rămas predominant romano-catolică, în timp ce Ucraina și o parte din Marele Ducat al Lituaniei (Belarus) erau greco-ortodocși și greco-catolici.

## Regii autohtoni; războaiele cu Imperiul Otoman

### Mihail Korybut Wiśniowiecki (1669–1673)

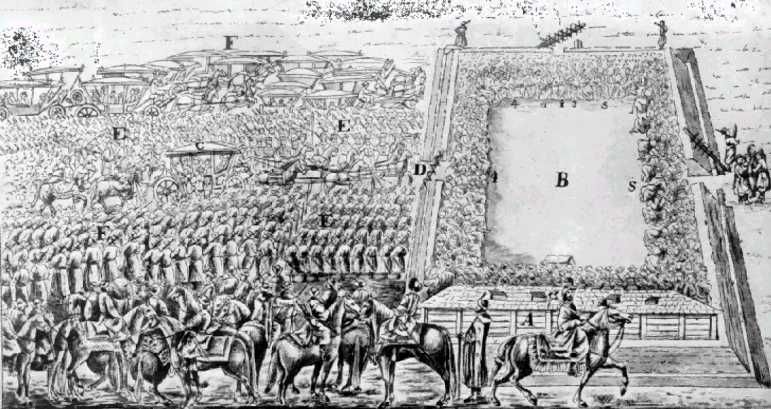
Alegerile electorale din Polonia de Michał Korybut Wiśniowiecki în Wola in anul 1669

În urma abdicării regelui Ioan Cazimir Vasa și după sfârșitul Potopului, nobilimea poloneză, dezamagită de statutul monarhilor dinastiei Vasa, l-au ales pe Mihail Korybut Wiśniowiecki ca rege, în speranța că acesta nu era un străin care să profite de interesele polono-lituanienilor. El a fost primul domnitor de origine poloneză de când ultimul membru al dinastiei Jagiellonilor, Sigismund al II-lea August, a murit în 1572. Mihail a fost fiul popularului comandant militar Jeremi Wiśniowiecki, cunoscut pentru acțiunile sale în timpul Răscoalei Hmelnițki.
Guvernarea sa nu a avut succes. Mihail a pierdut un război împotriva Imperiului Otoman, iar turcii au ocupat Polonia și majoritatea Ucrainei în 1672-1673. Mihail a fost un monarh pasiv care a jucat în mâinile Habsburgilor. El a fost în imposibilitatea de a face față responsabilităților sale și cu diferitele certuri din Polonia.

### Ioan al III-lea Sobieski (1674–1696)
Ioan Sobieski a fost un mare comandant militar al Comunității, fiind activ și eficient în lupta contra Imperiului Otoman. Cea mai mare realizare a lui a fost contribuția decisivă a forțelor Comunității conduse de el, care au dus la înfrângerea armatei Imperiului Otoman în 1683, în bătălia de la Viena. Otomanii, dacă ar fi ieșit victorioși, ar fi devenit o amenințare pentru Europa de Vest, însă bătălia de succes a eliminat această posibilitate și a marcat un punct de cotitură într-o luptă de 250 de ani, între forțele creștine din Europa și Imperiul Otoman islamic. De-a lungul celor 16 ani, după bătălie (Marele Război Turc), turcii au fost conduși permanent la sud de Dunare și nu mai aveau să mai amenințe Europa Centrală din nou.
Pentru Comunitate nu a existat nici un câștig mare pentru victoriile cu turcii, iar salvatorul Vienei a trebuit să cedeze teritorii Rusiei, în schimbul ajutorului promis acordat împotriva tătarilor din Crimeea și turcilor. Polonia a renunțat în mod oficial la toate pretențiile asupra Kievului în 1686. Pe alte fronturi, Ioan al III-lea a avut mai puțin succes, în acordurile cu Franța și Suedia, într-o încercare de a recâștiga Ducatul Prusiei. Abia atunci când Liga Sfântă a încheiat un tratat de pace cu turcii în 1699, Polonia a reușit să recapete Podolia și alte părți din Ucraina.

## Decăderea Comunității

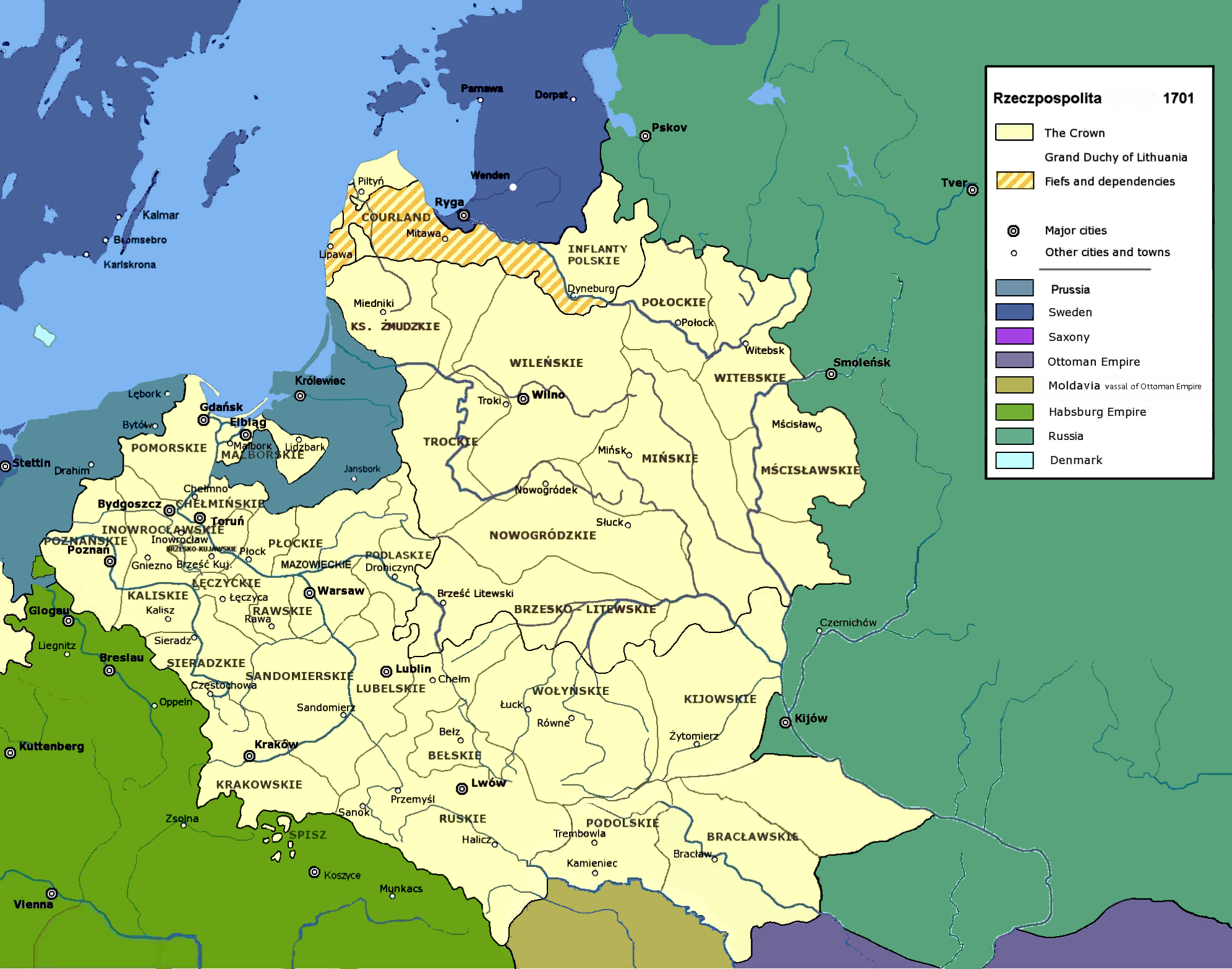
Comunitatea polono-lituaniană in 1701

Începând din secolul al XVII-lea, din cauza deteriorării statului și a politicii interne de guvern și a războaielor, democrația nobililor a căzut treptat în anarhie, făcând încă o dată ca puternica Comunitate să fie vulnerabilă la interferențele externe. La sfârșitul secolului al XVII-lea, Polonia și Lituania au încetat să mai funcționeze ca un stat coerent și cu adevărat independent.
În timpul secolului al XVIII-lea, Comunitatea polono-lituaniană a devenit obiectul manipulărilor de către Suedia, Rusia, Regatul Prusiei, Franța și Austria. Slăbiciunea Poloniei a fost exacerbată de o regulă parlamentară inaplicabilă care a permis fiecărui deputat din Seim, să folosească puterea veto pentru a opri alte proceduri parlamentare pentru redarea succesiunii. Acest lucru a slăbit foarte mult autoritatea centrală a Poloniei și a deschis calea distrugerii ei.
Declinul care conducea către o dominație străină a început cu mai multe decenii înainte, după sfârșitul dinastie Jagiellon. Impozitarea ineficientă și insuficientă, virulent contestată de șleahtă ori de câte ori interfera cu interesele lor, a fost un alt factor care a contribuit la căderea Comunității. Erau două tipuri de impozite, cele percepute de Coroană și cele percepute de către adunările legislative. Coroana a ridicat atât impozite cât și taxe vamale pe teren, transport, sare, plumb și argint. Seimul a ridicat un impozit financiar, o taxă de oraș, un impozit pe alcool și un impozit pe sondaje de opinie pe evrei. Exporturile și importurile nobilimii erau gratuite. Natura dezorganizată și descentralizată de colectare fiscală, cât și numeroasele excepții de la impozitare, însemnau că regele și statul aveau suficiente venituri pentru a efectua funcții militare și civile. La un moment dat, regele a vândut ilegal și în secret, bijuteriile coroanei regale.
Șleahta a devenit tot mai concentrată de păzirea propriilor libertăți și a blocat orice politică destinată să consolideze națiunea sau orice formă de a construi o armată puternică. Începând din 1652, practica fatală de Liberum veto a fost instrumentul lor de bază. Era nevoie de unanimitate în Seim și s-a permis chiar și un singur deputat, care nu doar bloca orice măsură, ci putea provoca dizolvarea Seimului și prezentarea tuturor măsurilor deja adoptate de Seimul următor. Diplomații străini, folosind mita sau metoda de convingere, au provocat în mod curent dizolvarea sesiunii Seimului. Dintre cele 37 de Seime din 1674-1696, doar 12 au reușit să adopte orice legislație.

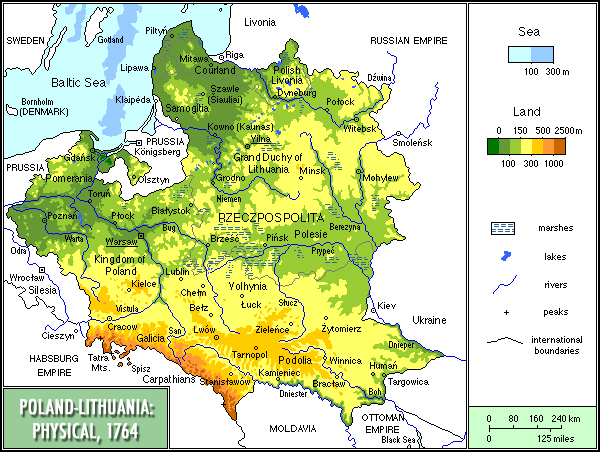
Comunitatea polono-lituaniană după prima partiție a Poloniei

Ultimul triumf al Comunității a avut loc în 1683, când regele Ioan al III-lea Sobieski a condus turcii în afara porților Vienei cu o taxă de cavalerie grea. Rolul important al Poloniei în sprijinirea alianței Europei de a-i împinge pe otomani înapoi, a fost recompensat cu unele teritorii în Podolia, prin Tratatul de la Karlowitz (1699). Acest succes parțial a făcut prea puțin pentru a masca slăbiciunea internă și a paralizat sistemul politic polono-lituanian.
În următorul sfert de secol, Polonia a fost de multe ori pionul în campaniile Rusiei față de alte puteri. Când Ioan al III-lea, a murit în 1697, 18 candidați au concurat pentru tron, iar în cele din urmă a fost ales Frederick Augustus din Saxonia, care s-a convertit la catolicism. Guvernând sub numele de August al II-lea, domnia sa a prezentat posibilitatea de a uni Saxonia (o zonă industrializată) cu Polonia, o țară bogată în resurse minerale. Lipsa de calificare în domeniul politicii externe a regelui a dus la un război cu Suedia. Aliații săi, rușii și danezii, au fost învinși de Carol al XII-lea al Suediei, începând cu [[Marele R[zboi al Nordului]]. Carol a instalat un conducător marionetă în Polonia și a mărșăluit în Saxonia, încercând să-l convingă pe August să cedeze și transformând Polonia într-o bază a armatei suedeze. Polonia a fost devastată din nou de forțele din Suedia, Rusia și Saxonia. Orașele sale majore au fost distruse și o treime din populație a fost ucisă în război sau în focarul de ciuma din 1702-1713. Suedezii s-au retras în cele din urmă din Polonia și au invadat Ucraina, unde au fost învinși de ruși la Poltava. August a reușit să-și revendice tronul cu sprijinul Rusiei, dar Țarul Petru cel Mare a decis să anexeze Livonia în 1710. De asemenea, el a sprimat cazacii care erau în revolta împotriva Poloniei din 1699. După Marele Război al Nordului, Polonia a devenit un protectorat efectiv al Rusiei pentru restul secolului al XVIII-lea. Amplul război european de succesiune din Polonia a avut loc în 1733-1735.

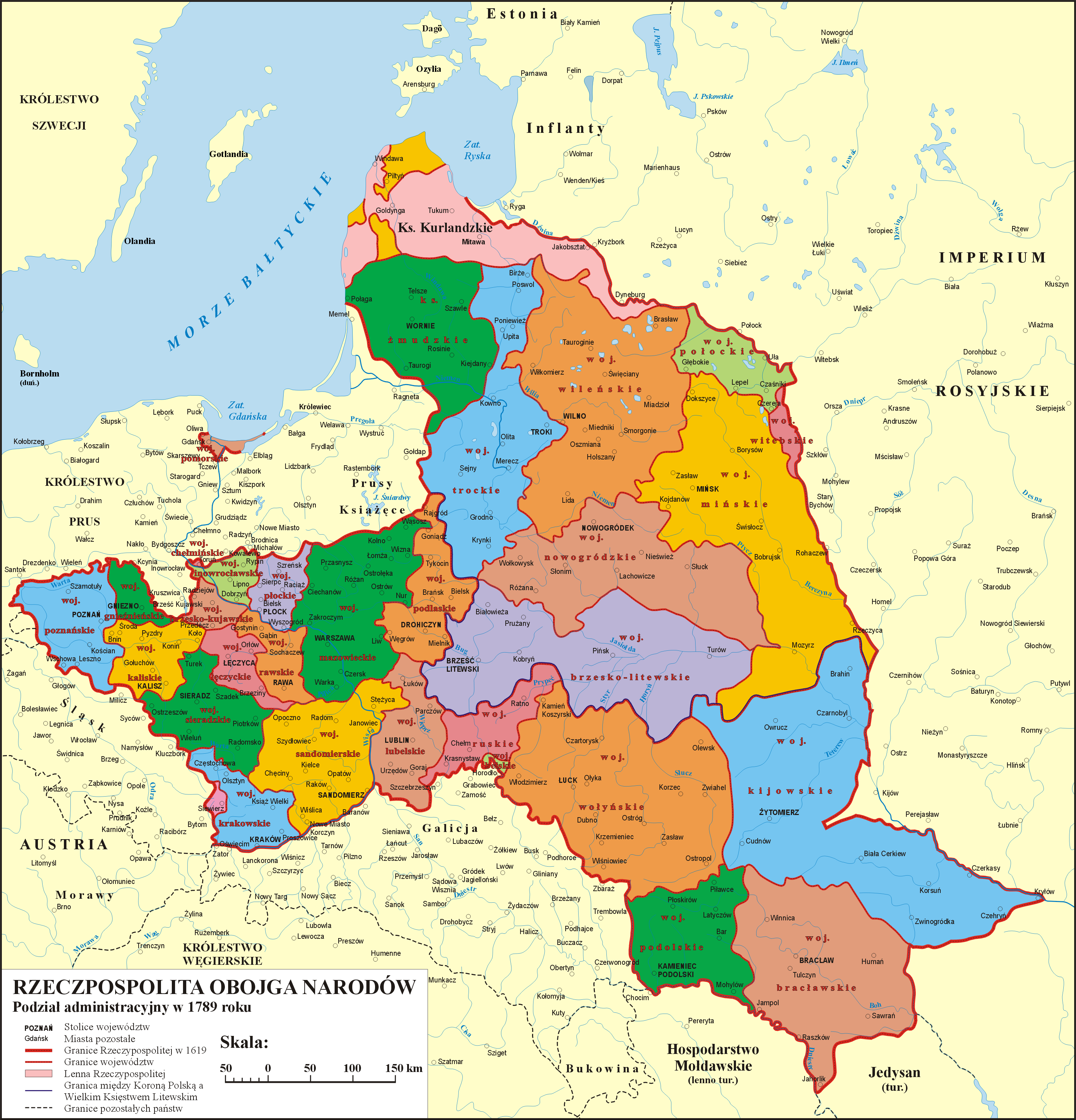
Diviziunea administrativă a Comunităţii polono-lituaniene în 1789, înainte de Constituţia din Mai si a doua partiţie

În secolul al XVIII-lea, puterile monarhiei și administrația centrală au devenit cea mai mare parte formală. Regilor li s-a interzis posibilitatea de a prevede cerințe elementare de apărare și finanțe, iar clanurile aristocratice au făcut tratate directe cu suveranii străini. Tentativele de reforme au fost cauzate de existența șleahtei care voiau să păstreze libertatea de aur, mai ales dreptul de veto liberum. Din cauza haosului semanat prin furnizarea de veto, sub August al III-lea (1733-1763), numai unul din cele 12 sesiuni ale Seimului au dus la o amânare.
Spre deosebire de Spania și Suedia, marile puteri care și-au permis să se stabilească în mod pașnic la periferia Europei, Polonia a suferit un declin la intersecția stategică a continentului. Lipsiți de conducere centrală și neputincioși în relațiile externe, Comunitatea polono-lituaniana a devenit un sclav  al regatelor ambițioase care înconjurau țara. În timpul domniei lui Petru cel Mare (1682-1725), Comunitatea a căzut sub dominația Rusiei, iar de la mijlocul secolului al XVIII-lea, Polono-lituanienii au fost făcuți un protectorat virtual a vecinului din est, păstrând doar un drept teoretic de auto-guvernare.
Până în secolul al XVIII-lea, cronicarii din afara țării ridiculizau lipsa de eficiență a Seimului, dând vina pe veto liberum. De-a lungul Europei, cronicarii politici numeau acest lucru ca fiind un eșec fatal. Mai mulți nobili polonezi considerau veto-ul ca un instrument constructiv, care putea fi folosit ca o armă împotriva aspirațiilor tiranice a monarhiei. Rezultatul pe termen lung a fost faptul că devenise un stat slab care nu putea concura cu vecinii săi, în special cu Prusia și Rusia. În mod inevitabil, Polonia a fost împărțită între ei iar nobilii au pierdut toate drepturile lor politice, precum și națiunea.
După câțiva zeci de ani de la pierderea independenței, intelectualii au început să reconsidere rolul de veto și natura de libertate poloneză, susținând că Polonia nu progresa la fel de repede ca și restul Europei, din cauza lipsei de stabilitate politică. Expunerea ideilor iluminismului le-au dat polonezilor un motiv în plus să-și reconsidere conceptele precum societatea și egalitatea, iar acest lucru a dus la descoperirea ideii de națiune, unde toți oamenii, nu doar nobilimea, putea să se bucure de drepturile de libertate politică. Mișcarea de reformă a venit prea târziu pentru a salva statul, dar a ajutat la formarea națiunii coerente, capabilă să supraviețuiască o perioadă îndelungată de partiționare a Poloniei.

## Uniunea persoanală a Comunității-Saxone
După moartea lui Ioan al III-lea, tronul polono-lituanian a fost ocupat timp de șapte decenii de Prințul Elector al Saxoniei, August al II-lea cel Puternic, și de fiul său, August al III-lea, din Casa de Wettin.

### August al II-lea cel Puternic (1697–1706, 1709–1733)

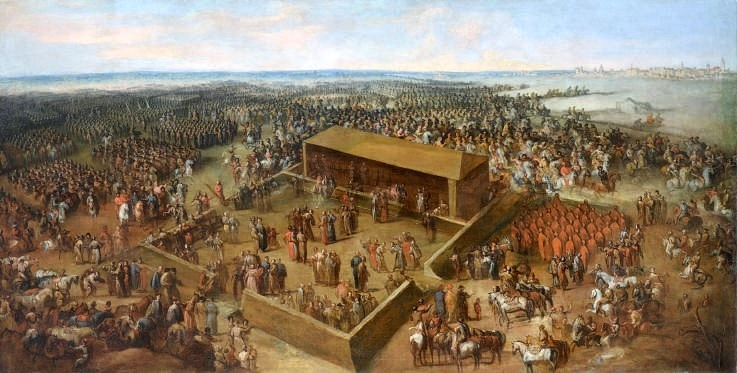
Alegerile Regale din Polonia a Regelui August al II-lea în 1697, pictat de Jean-Pierre Norblin de La Gourdaine

August al II-lea, cunoscut sub numele de Frederick August I, a fost un conducător foarte ambițios. În concurența pentru coroana Comunității, l-a învins pe rivalul său principal, François Louis, Prinț de Conti, care fusese susținut de Franța, și pe fiul lui Ioan al III-lea, Jakub. Pentru a-și asigura succesul de a deveni rege polonez, August s-a convertit de la luteranism la catolicism. August și-a cumpărat alegerile, sperând să facă ereditar tronul polonez pentru Casa de Wettin și să folosească resursele sale ca Elector de Saxonia de a impune o anumită ordine în haotica Comunitate polono-lituaniană. Cu toate acestea, el a fost distras curând de la proiectele sale de reformă internă și a devenit preocupat de posibilitatea de cuceriri externe.

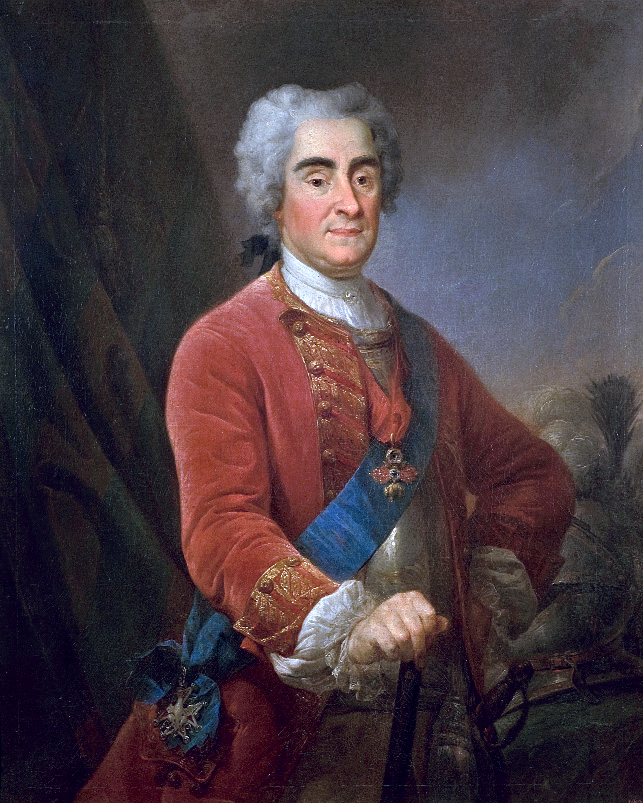
August al II-lea cel Puternic de Marcello Bacciarelli

În alianța cu Petru cel Mare al Rusiei, August a câștigat înapoi Podolia și vestul Ucrainei și a concluzionat lunga serie de războaie polono-turce prin Tratatul de la Karlowitz (1699). O revoltă cazacă, care a început în 1699, a fost suprimată de către ruși. August a încercat, fără succes, să-și recapete coasta Mării Baltice de la Carol al XII-lea din Suedia. El s-a aliat cu Danemarca și Rusia, provocând un război cu Suedia. După ce aliații lui August au fost învinși, regele suedez a mărșăluit de la Livonia până în Polonia, folosind orașul ca bază a operațiunilor sale. Instalarea unui conducător marionetă (regele Stanisław Leszczyński) în Varșovia, a ocupat Saxonia și a condus tronul lui August al II-lea. August a fost forțat să cedeze coarana între 1704-1709, dar a recâștigat-o atunci când Țarul Petru l-a învins pe Carol în bătălia de la Poltava (1709). Polonia, care după ce suferise daune extinse de la atâtea războaie se întorsese la nivelul populației din anul 1650, a fost din nou complet distrusă de către armatele din Suedia, Saxonia și Rusia. Două milioane de oameni au murit ca urmare a bolilor de război și a epidemiilor. Orașele au fost reduse la ruine iar pierderile culturale au fost imense. După înfrângerea suedezilor, August a recâștigat tronul cu sprijinul rus, dar rușii începuseră deja să anexeze Livonia după ce i-au gonit pe suedezi.
August a fost neajutorat atunci când, în 1701, Electorul de Brandenburg s-a proclamat suveran ca Rege în Prusia, și a fondat statul agresiv și milităresc prusac, care a format în cele din urmă un nucleu ca o Germanie unită. Învingătorul de la Poltava, Țarul Petru cel Mare a declarat ca Rusia să fie gardianul integrității teritoriale a Comunității polono-lituaniene. Acest lucru însemna că statul polonez a devenit un protectorat rusesc. Politica Rusiei a fost de a exercita controlul politic asupra Poloniei, în colaborare cu Austria și Prusia.

### Stanisław Leszczyński (1706–1709, 1733–1736)
Văzut ca o marionetă a Suediei în timpul suirii pe tron, Stanisław a domnit în vremuri de criză iar August și-a recuperat tronul, forțându-l să plece in exil. Stanisław a fost ales rege din nou după moartea lui August, în 1733, cu sprijinul Franței și a nobilimii poloneze, dar nu și de vecinii Poloniei. După intervenția militară a trupelor rusești și săsești, acesta a fost asediat în Danzig și a fost din nou forțat să părăsească țara. Pentru tot restul vieții sale, Stanisław a devenit un conducător de succes și foarte popular în Ducatul de Lorena.

### August al III-lea (1733–1763)
Elector de Saxonia ca și tatăl său, August al III-lea a fost ales rege al Poloniei de către o minoritate din Seim, cu sprijinul trupelor rusești. August a fost o marionetă a Rusiei,iar în timpul domniei sale, armatele străine i-au călcat țara. El nu a fost interesat de afacerile polono-lituaniene, pe care le privea mai mult ca pe o sursa de fonduri și resurse pentru consolidarea puterii în Saxonia. În timpul său de 30 de domnie, el a petrecut mai puțin de 3 ore în Polonia, delegând marea majoritate a puterii și responsabilității sale contelui Heinrich von Brühl. Domnia neimplicată a lui August a facilitat anarhia politică și a slăbit în continuare Comunitatea, în timp ce Prusia, Austria și Rusia deveneau din ce în ce mai domninante în afacerile sale.

## Reformele și partițiile în timpul domniei lui  Stanisław August Poniatowski (1764–1795)

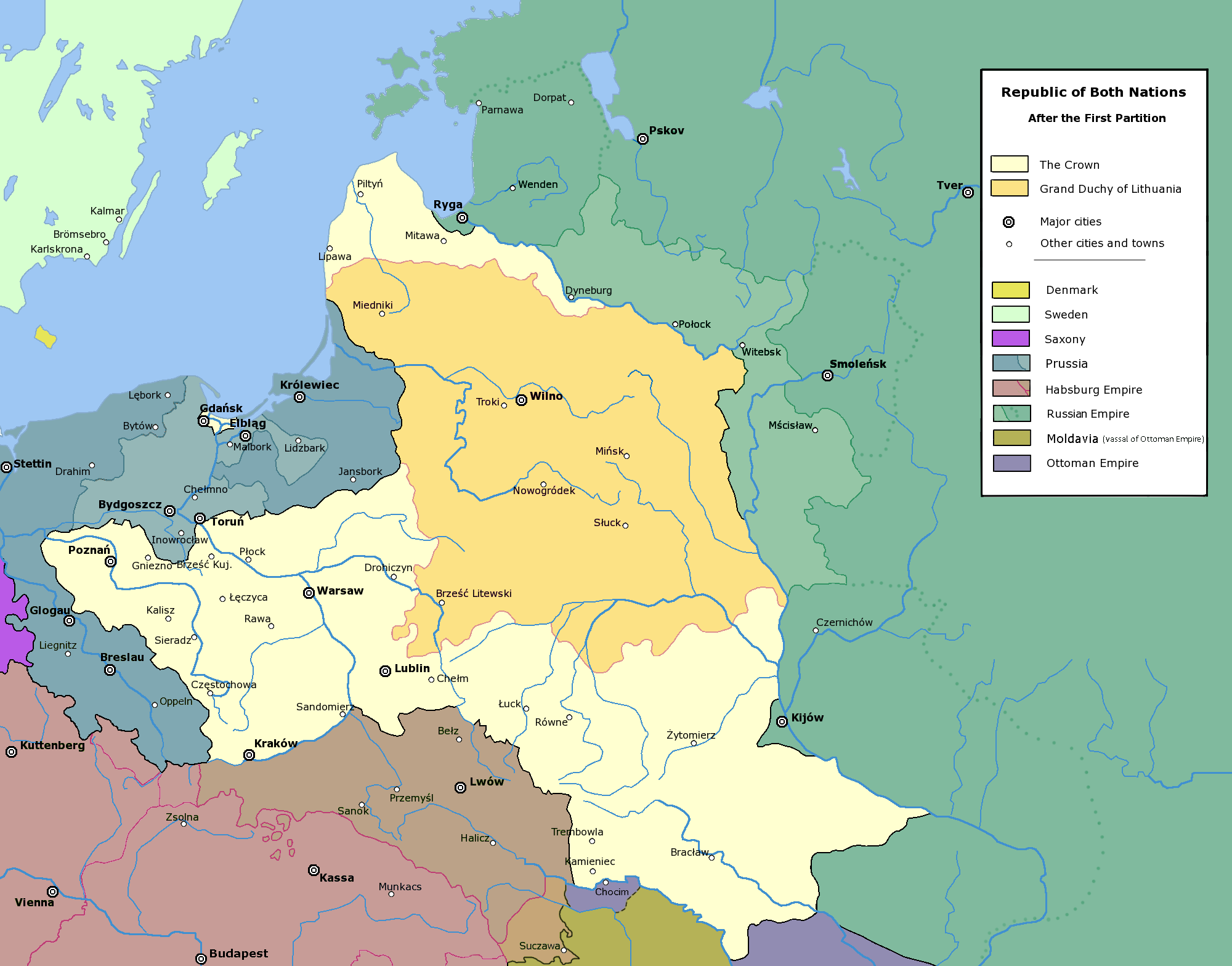
Prima partiție a Poliniei (1772)
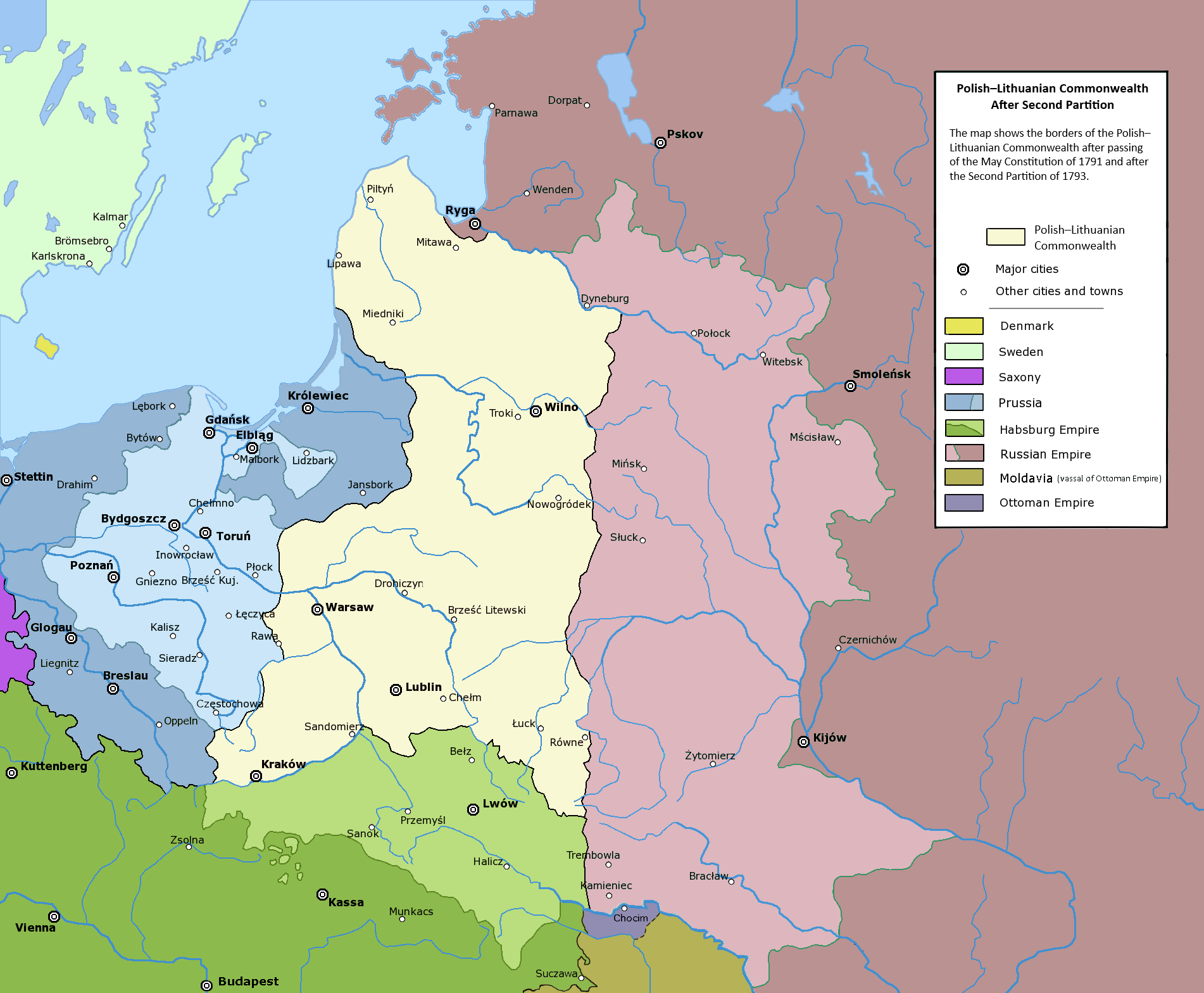
A doua partiție a Poloniei (1793)
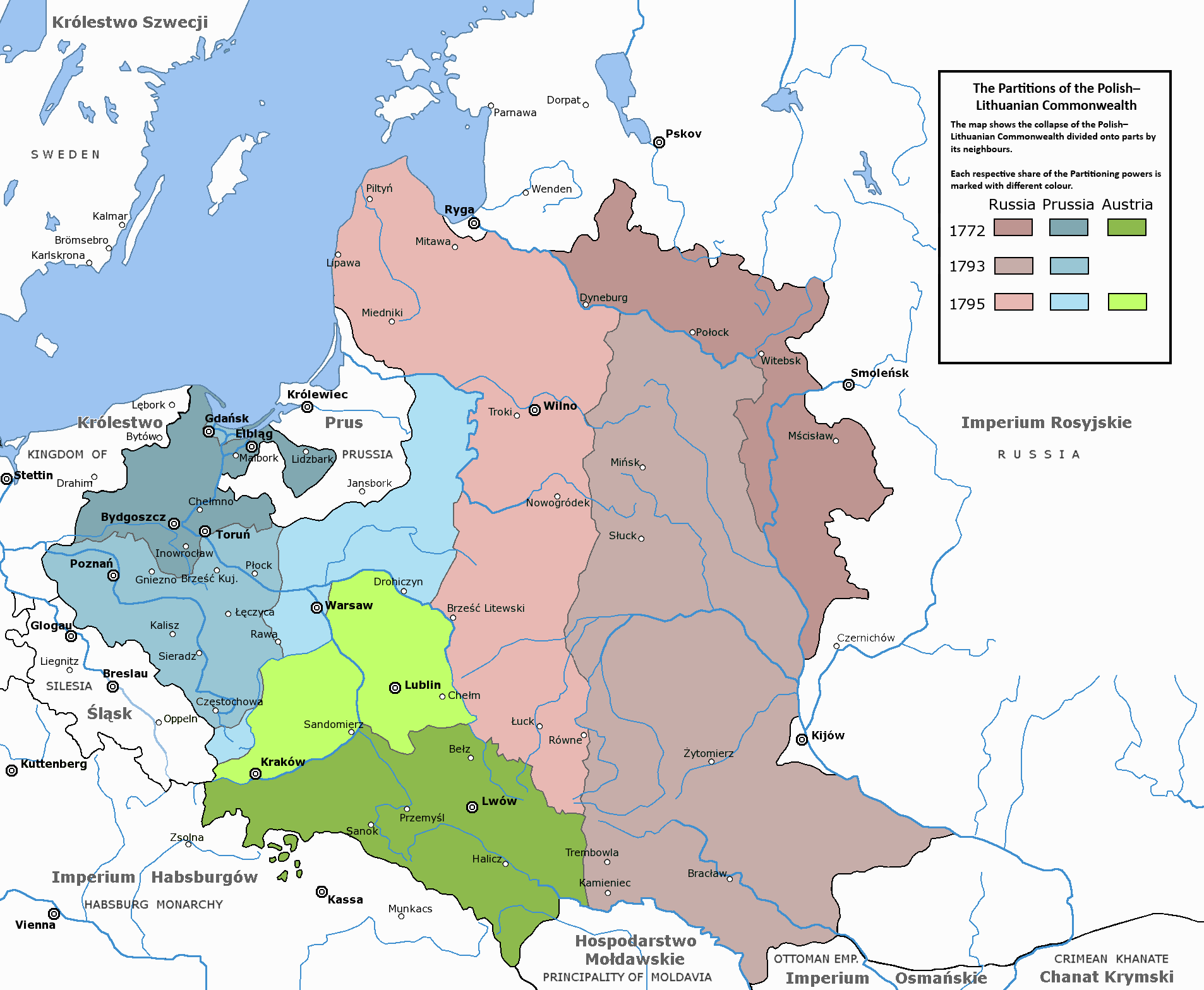
A treia și ultima partiție a Poloniei (1795)

Din primii ani ai domniei împărătesei Ecaterina cea Mare (1762 - 1796), Rusia și-a intensificat manipularea în afacerile poloneze. Prusia și Austria, celelalte puteri din jurul Comunității, au profitate, de asemenea, de avanjul certurilor religioage și a politicilor interne. Statele vecine au împărțit țara în trei etape de partiție. Al treile din 1795 a șters Comunitatea Polono-lituaniană de pe harta Europei.

### Protectoratul rusesc și prima partiție

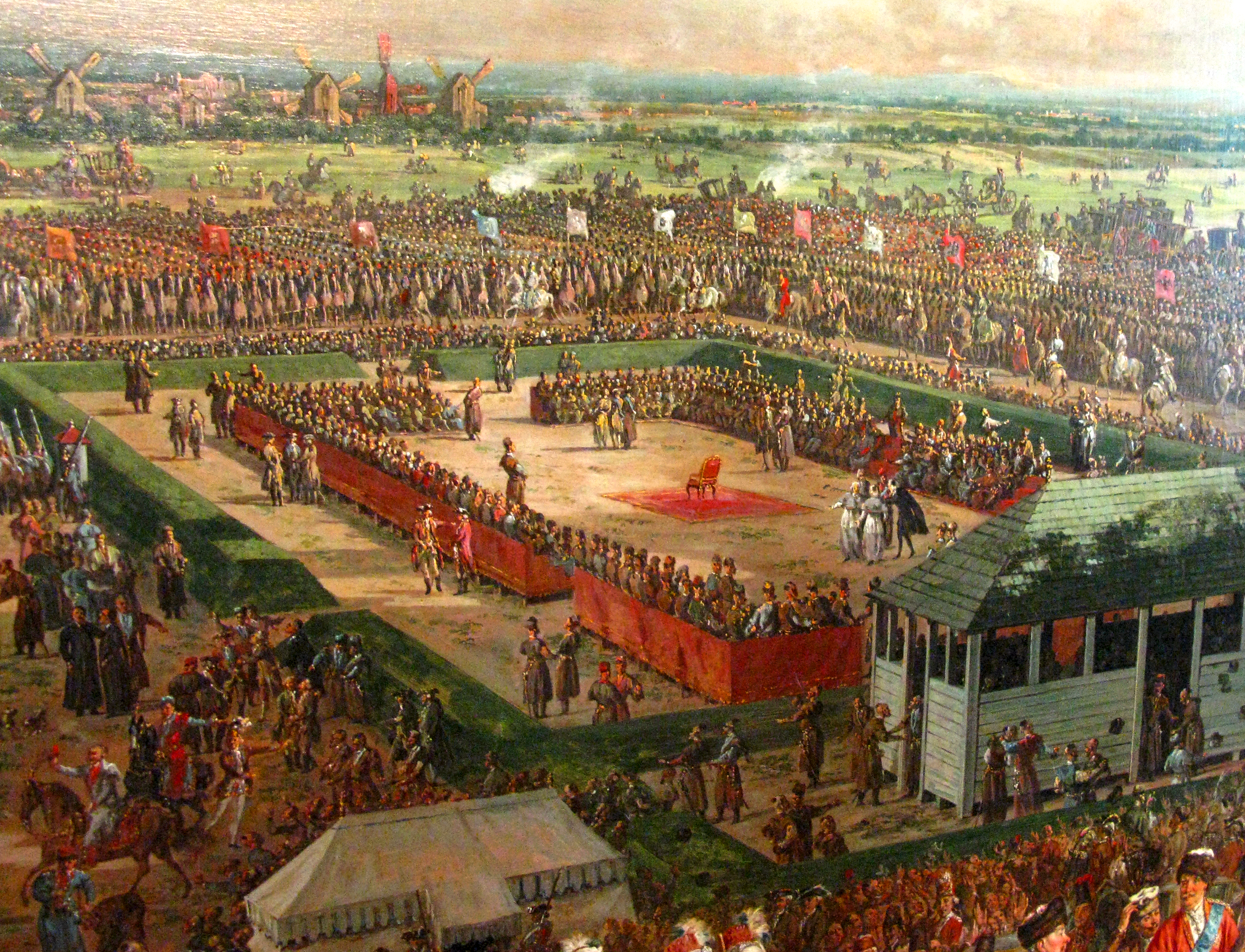
Alegerea lui Stanisław August Poniatowski, de Bernardo Bellotto

Polonezii au realizat până acum ca reformele erau necesare. O fracțiune, condusă de familia Czartoryski, a căutat să elimine dreptul de veto liberum și a promovat un program amplu de reformă. Principalii rivali a fracțiunii erau cei din familia Potocki. Czartoryski au intrat în colaborare cu rușii, iar în 1765, împărăteasa Ecaterina a II-lea a Rusiei a dictat alegerea unui nou membru din clanul Czartoryski, fostul ei favorit și amant, Stanisław August Poniatowski, care avea să devină regele polono-lituanienilor. Așteptările încurcate a unui slujitor obedient al fostei lui amante, Stanisław August a încurajat o modernizare a sistemului politic disfuncțional și a obținut un moratoriu temporar privind utilizarea de veto liberum în Seim (1764 - 1766). Acesta a amenințat că va crește puterea guvernului central și a adus nemulțumire în capitalele străine care preferau un guvern inert. Nemulțumită, Ecaterina a încurajat disesiunile religioase în rândul populației ortodoxe a polono-lituanienilor, care și-au pierdut drepturile pe care le aveau în secolul al XVI-lea.
Sub presiunea grea a rusiei, nefericitul Seim a introdus toleranța religioasă și egalitatea protestanților și ortodocșilor cu catolicii în 1767. Prin nobilii polinezi controlați de Rusia (Confederația din Radom) și prin ministrul rus de la Varșovia, Prințul Nicolae Repnin, Ecaterina a forțat o constituție a Seimului, care desfăceau reformele Poniatowski din 1764. Dreptul de veto liberum și alte abuzuri vechi de putere ale șleahtei, au fost garantate în calitatea de părți inalterabile ale acestei noi constituții. Polonia a fost, cu toate acestea, obligată să semneze un tratat de garanție cu Rusia, iar Ecaterina era impusă ca protector (garant) a sistemului politic polonez. Sistemul nu putea fi modificat fără aprobarea Rusiei, astfel Comunitatea devenea protectorul de facto rusesc. Adevărata putere în Polonia era deținută de ambasadorii ruși, iar regele polonez a devenit la gradul semnificativ de executor al voinței lor.
Această situație a provocat în 1768 o revolta catolică și un război civil cunoscut sub numele de Confederația Bar. Confederația a fost o ligă de nobili polonezi care au luptat împotriva regelui și a forțelor rusești, până în 1772, pentru a revoca mandatul împărătesei. Războiul și înfrângerea Confederației a provocat o partiție a Comunității (confiscarea terenurilor sale exterioare) de vecinii săi. Deși Ecaterina s-a opus inițial acestei partiții, regele Frederick al II-lea al Prusiei, interesat de câștigurile teritoriale și în neutralizarea Austriei care amenința cu poziția sa militară, a susținut sistemul de partiție, care era favorabil pentru interesele celor trei state de partiționare. Împăratul Iosif al II-lea din monarhia Habsburgică și apoi împărăteasa Ecaterina au căzut de acord, iar în 1772, Rusia, Prusia și Austria au forțat termenii de prtiție asupra Comunității neajutorate, sub pretextul de reprimare a anarhiei și restabilirea ordinii.

### Renașterea națională
Prima partiție în 1772 nu a amenințat în mod direct stabilitatea statului polono-lituanian. Polonia păstrase încă teritoriul extins care includea centrul polonez. Mai mult decât atât, șocul anexărilor a arătat pericolele de degradare în instituțiile guvernamentale și a creat un corp de aviz favorabil pentru reformă de-a lungul liniilor iluminismului European. Regele Stanisław August a sprijinit elementele progresive din guvern și a promovat ideile personalităților politice străine, cum ar fi Edmund Burke și George Washington. Intelectualii polonezi au studiat și au discutat cu filizofii iluminismului, precum Montesquieu și Rousseau. În timpul periaodei iluminismului în Polonia, conceptul de instituții democratice pentru toate clasele, a fost acceptat în toate cercurile societății poloneze. Reforma învățământului a inclus crearea primului Ministru al Educației din Europa (Comisia Națională de Educație). Impozitarea și armata a suferit reforme profunde, iar guvernul executiv central a fost stabilit ca și Consiliu al Parlamentului. Proprietarii de terenuri au emancipat mulți țărani, cu toate că nu a existat nici un decret guvernamental oficial. Orașele poloneze și înteprinderile de afaceri, care se aflau în declin de mai mulți zeci de ani, au fost reînviate prin influența revoluției industriale, în special în minerit și textile.

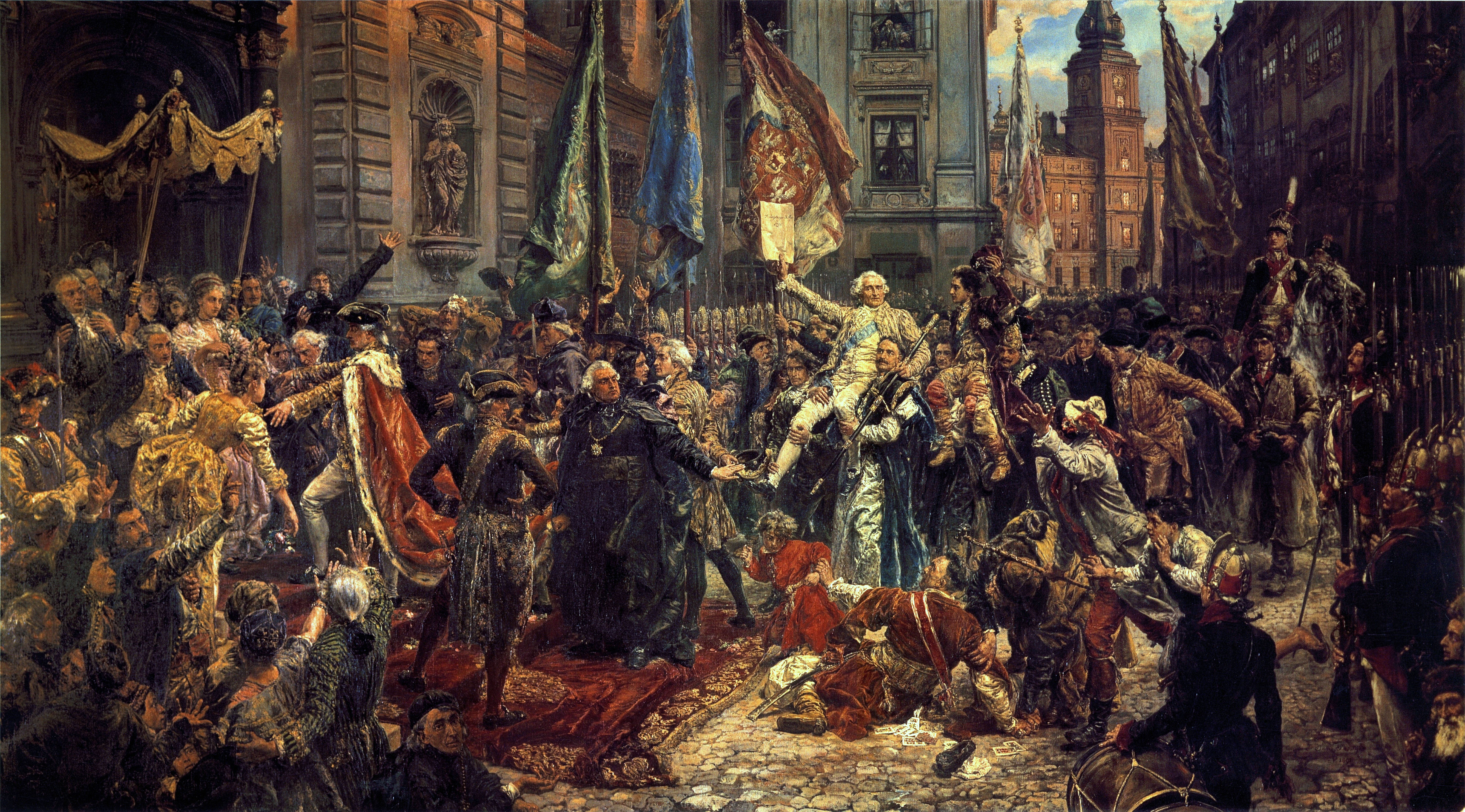
Adoptarea Constituției de la 3 mai 1791

Procesul lui Stanisław August de renovare a atins punctul culminant atunci când, după trei ani de dezbateri intense, Marele Seim a produs Constituția din 3 mai 1791, pe care istoricul Norman Davies a numit-o prima Constituție de acest gen din Europa. Conceput în spiritul liberal al documentului contemporan în Statele Unite ale Americii, constituția a reformat Comunitatea ca o monarhie ereditară și a scăpat de multe dintre excentricitățile și caracteristicile învechite ale vechiului sistem de guvernare. Noua constituție a abolit dreptul de veto individual în parlament, a furnizat o separare între puterile legislative, executive și judecătorești de guvernare, și a stabilit suveranitatea poporului (pentru clasele nobile și burgheze). Deși niciodată pusă în aplicare în totalitate, Constituția din 3 mai a câștigat o poziție în patrimoniul politic polonez.

### Distrugerea Comunității polono-lituaniene
Un pasaj din Constituție a alarmat mulți nobili, dintre care unii care erau amenințați de a-și pierde statura considerabilă sub noua ordine. În statele autocrate, cum ar fi Rusia, idealurile democratice ale noii constituții au amenințat, de asemenea, ordinea existentă și perspectiva de recuperare poloneza care amenința să pună capăt dominației afacerilor poloneze a vecinilor Poloniei. În 1792, fracțiunile conservatoare poloneze au format Confederația Targowica și au făcut apel pentru ajutorul rusesc în restabilirea statului-quo. Împărăteasa Ecaterina era fericită ca se utiliza această ocazie. Nominalizand sprijinul prusac, ea a invadat Polonia, sub pretextul apărării libertăților vechi ale Comunității. În 1792, a fost purtat un război de apărare împotriva puternicelor armate rusești, însă indecisul Stanislaw August, care nu credea în posibilitatea de a înfrânge Imperiul Rus, a capitulat, fiind dezertorul Confederației Targowica. Argumentând că Polonia a căzut pradă iacobinismului, marele curent din Franța, Rusia și Prusia a abrogat Constituția din 3 mai, ducând la efectuarea a celei de-a doua partiții a Poloniei în 1793, și a pus restul țării sub ocupația trupelor rusești.

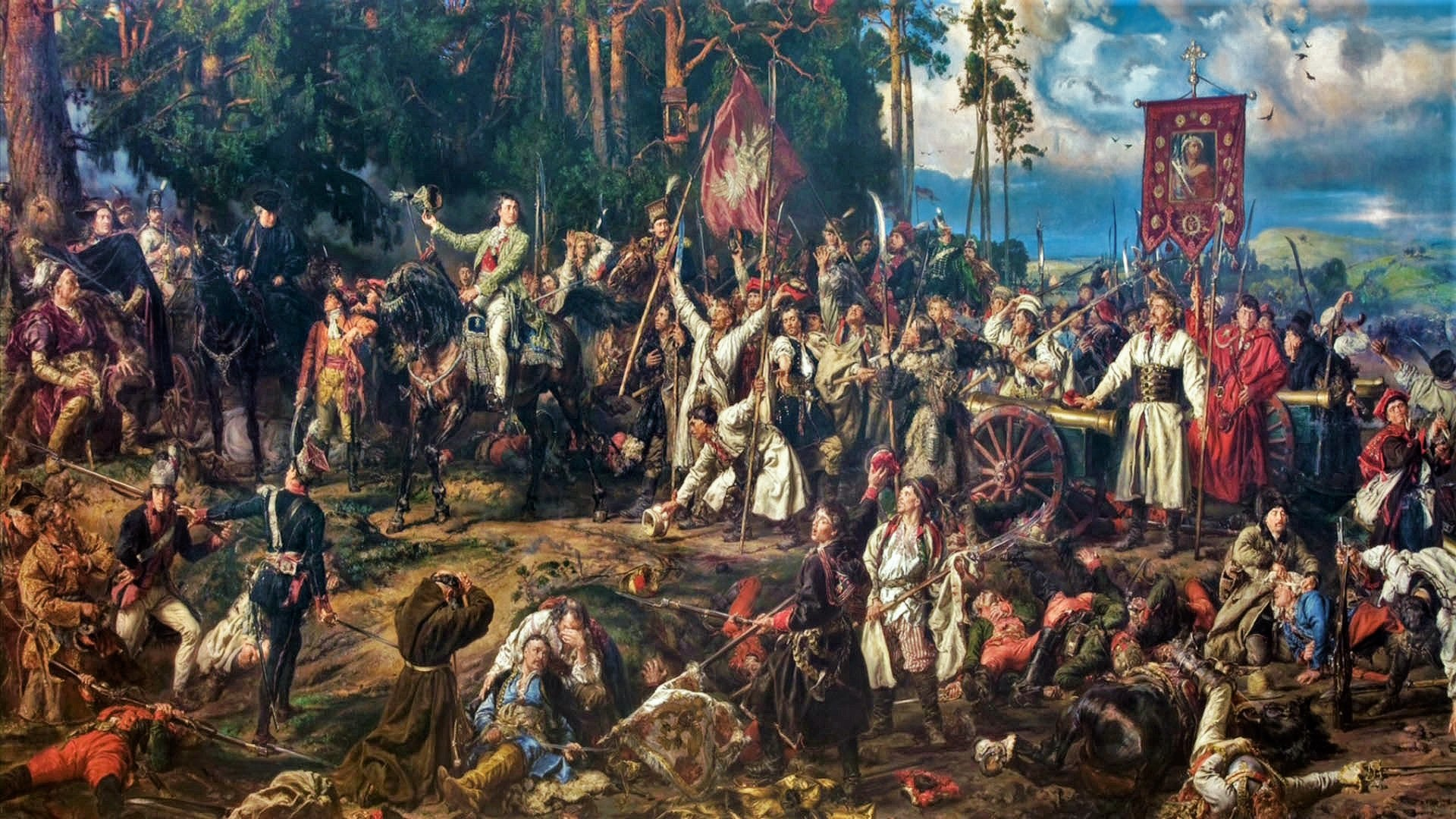
Bătălia de la Racławice, 04 aprilie 1794, în timpul Revoltei Kościuszko, încercarea militară finală pentru a păstra statul polono-lituanian

Cea de-a doua partiție a fost mult mai dăunătoare decât prima. Rusia a primit o arie vastă a Poloniei de est, extinderea spre sud, aproape de Marea Neagră. La vest, Prusia a primit o zonă care a devenit cunoscută sub numele de Prusia de Sud, aproape de două ori mai mare de cât câștigul din prima partiție, precum și portul Danzig. Vecinii Poloniei au redus astfel Comunitatea la o rămășiță și au semnalat intenția de a o elimina cu totul, după propriile interese.
Răscoala Kościuszko, o mare revoltă poloneză, a izbucnit în 1794, sub conducerea lui Tadeusz Kościuszko, un ofițer militar care a prestat servicii notabile în Revoluția Americană. Armatele lui Kosciuszko au câștigat unele succese inițiale, dar în cele din urmă a căzut în fața forțelor superioare ale generalului rus, Alexander Suvorov. În urma insurecției din 1794, Rusia, Prusia și Austria au efectuat cea de-a treia și ultima împărțire a Comunității polono-lituaniene în 1795, stergând Comunitatea celor nouă națiuni de pe hartă și angajându-se să nu permită întoarcerea sa.
O mare parte a Europei a condamnat dezmembrarea ca pe o crimă internațională fără precedent istoric. Pe fondul ditragerilor Revoluției Franceze și a războaielor sale inerente, nici un stat nu s-a opus în mod activ anexărilor finale. Pe termen lung, devastarea Comunității a tulburat echilibrul european tradițional de putere, a mărit dramatic influența Rusiei și a deschis calea pentru puternica Germanie. Pentru polonezi, a treia partiție a fost începutul unei perioade de dominație străină continuă, care a durat mai bine de un secol.

## Biografie
- Peter K. Gessner, The reign of the Vasa dynasty (1587-1668), State University of New York at Buffalo
- Soldier Khan
- Timothy Snyder, The Reconstruction of Nations, p. 24, 2003 New Haven & London, Yale University Press, ISBN 978-0-300-10586-5
- Józef Andrzej Gierowski – Historia Polski 1505–1764 (History of Poland 1505–1764), Państwowe Wydawnictwo Naukowe (Polish Scientific Publishers PWN), Warszawa 1986, ISBN 83-01-03732-6, p. 239
- Józef Andrzej Gierowski – Historia Polski 1505–1764 (History of Poland 1505–1764), p. 192-193
- Davies, Norman (1996). Europe: A History. Oxford University Press. p. 699. ISBN 0-19-820171-0.